# Histoire économique de la France
| Date                                                        | PIB (PPA) de la France millions de dollars internationaux | Partage du PIB mondial pourcentage (%) |
| 1600                                                        | 15 559                                                    | 4,7                                    |
| 1700                                                        | 21 180                                                    | 5,7                                    |
| 1820                                                        | 38 434                                                    | 5,5                                    |
| 1870                                                        | 72 100                                                    | 6,5                                    |
| 1913                                                        | 144 489                                                   | 5,3                                    |
| 1950                                                        | 220 492                                                   | 4,1                                    |
| 1973                                                        | 683 965                                                   | 4,3                                    |
| 1998                                                        | 1 150 080                                                 | 3,4                                    |
| 2010                                                        | 2 146 283                                                 | 2,9                                    |
| Source : Liste historique des régions et pays par PIB (PPA) |                                                           |                                        |

L'histoire économique de la France s'écrit à partir de 476, lors de la « chute de l'Empire romain ».
Pour la situation économique pendant la période précédente, voir Économie romaine.

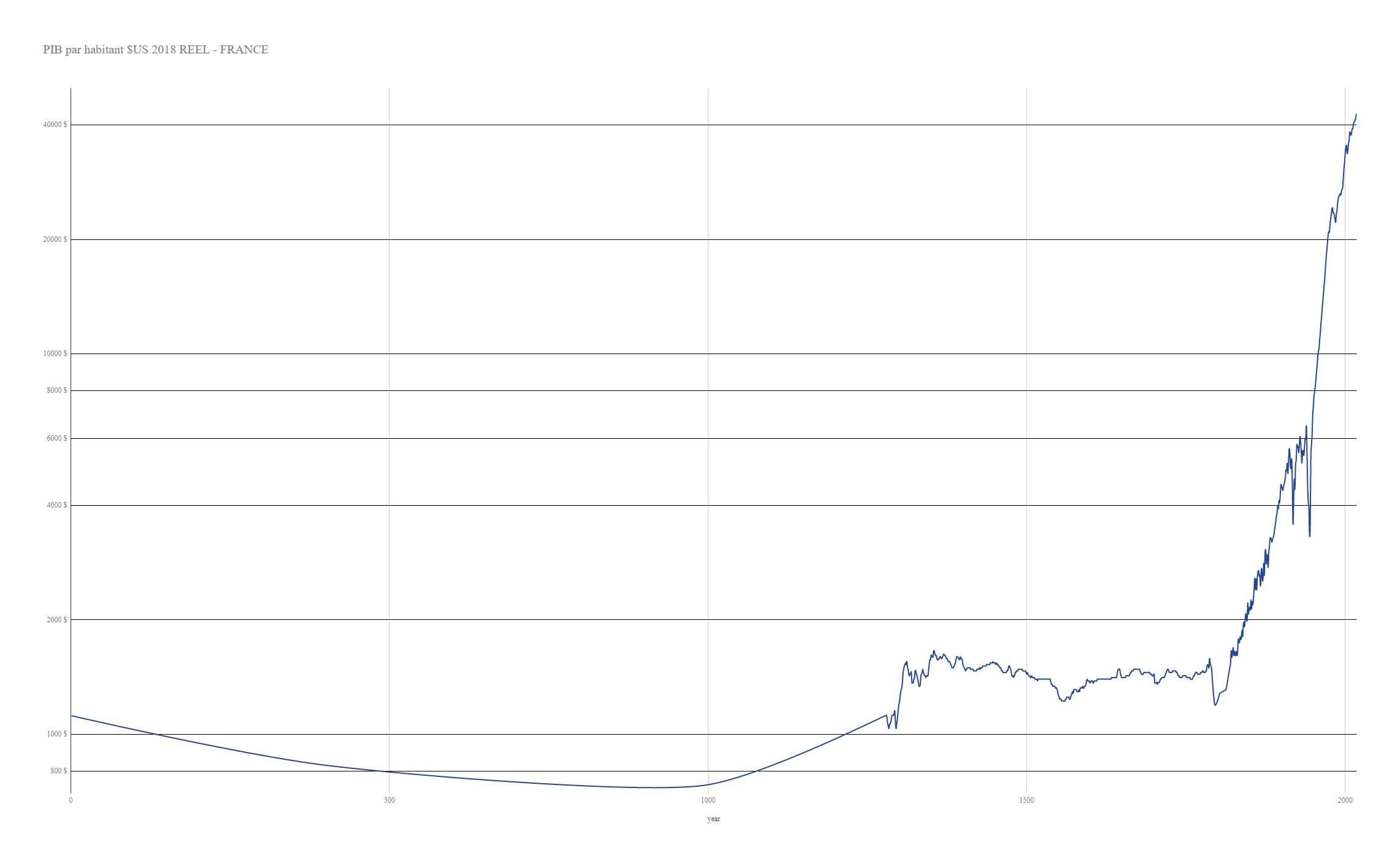
Évolution en logarithme du PIB réel par habitant de la France en dollars américains 2018

## Économie de la France au haut Moyen Âge
| Population                           | PIB par habitant (estimation pour l'Europe occidentale, en dollar américain de 1990) | Tendance économique         | Répartition sectorielle |
| ------------------------------------ | ------------------------------------------------------------------------------------ | --------------------------- | ----------------------- |
| 12 millions en 400 6 millions en 850 | 450 au début 400 en l'an 1000                                                        | régression, puis stagnation | principalement agricole |

### Héritage romain

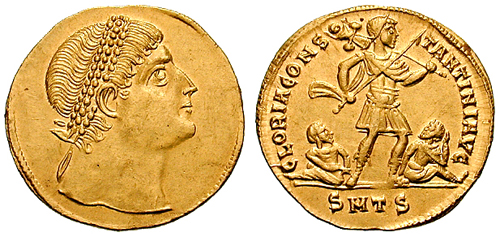
Monnaie de 1 1/2 solidi de Constantin, 327, Thessalonique

Depuis l'antiquité, les voies commerciales empruntent préférentiellement les axes fluviaux et la voie maritime, car le transport terrestre est difficile et n'est rentable que pour des marchandises onéreuses.
Les bassins fluviaux sont reliés entre eux par des voies antérieures à la conquête romaine. Les Celtes experts en métallurgie utilisaient des chariots, sur des axes moins construits que les voies romaines, mais mieux adaptés au transport de marchandises (pentes moins accentuées par exemple): les fameuses voies romaines sont voulues avant tout pour transférer rapidement des troupes ou des courriers,.
L'Empire romain avec sa fiscalité directe peut entretenir une administration et des services publics pléthoriques: en particulier une puissante armée, une administration fiscale performante pouvant gérer le cadastre nécessaire au prélèvement d'un impôt direct et des écoles. Cependant, le fait de devoir entretenir une plèbe oisive alourdit la pression fiscale sur les colonies, à un niveau de moins en moins acceptable.
Quand les barbares constituant les troupes auxiliaires de l'armée romaine se retournent contre l'empire et créent leurs propres royaumes, ils conservent les structures économiques existantes et en particulier les voies commerciales et la structure des exploitations agricoles comprenant beaucoup de Latifundia (grands domaines esclavagistes). Ils sont d'autant mieux acceptés qu'ils ne conservent pas le lourd système fiscal impérial et qu'ils ne chassent pas les élites.
D'un point de vue monétaire le solidus d'or romain reste la monnaie de base jusqu'aux Carolingiens.

### Sous les Mérovingiens

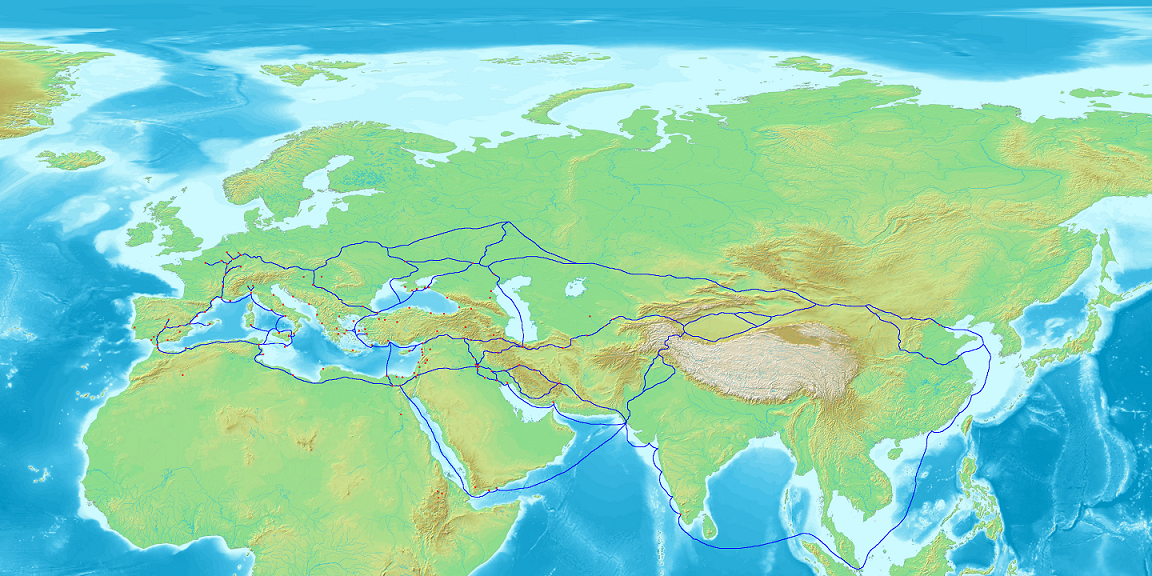
Réseau commercial des Radhanites, tel qu'il est décrit par ibn Khordadbeh dans le Livre des Routes et des Royaumes

#### Puissance économique des grands domaines agricoles
Si les royaumes barbares ont épluché les structures économiques et les cadres de l'Empire romain, le système fiscal a été profondément altéré par l'arrivée de ces hommes libres et armés sur lesquels il est pratiquement impossible de prélever un impôt direct. Dès lors il n'est plus possible d'entretenir une administration nombreuse (nécessaire pour prélever des taxes directes), des écoles publiques ou une armée soldée. Il se met en place un système basé sur le clientélisme et le roi rétribue ses vassaux grâce aux richesses issues des taxes prélevées sur le commerce (tonlieu) et les amendes prélevées grâce à l'application de la loi salique (wergeld).
La plus grande partie du commerce entre la Méditerranée et le nord de l'Europe passe par l'axe rhodanien (la connexion du bassin du Rhône et de la Saône avec ceux de la Loire, de la Seine, de la Meuse ou du Rhin ne nécessite que des routes courtes et peu accidentées). Ce commerce à longue distance florissant est animé en particulier par des marchands grecs, syriens et radhanites (le nom latin du Rhône est Rhodanus). Même si le trafic est faible, le contrôle de ces axes commerciaux (qui permet la taxation des marchandises) et particulièrement des ports de Marseille et d'Arles (où une fiscalité directe perdure) donne aux mérovingiens la richesse nécessaire pour s'assurer la fidélité de leurs vassaux jusqu'à Dagobert Ier.
Cet allègement de la fiscalité profite aux exploitations agricoles et cette période correspond à un nouvel âge d'or pour les villae.
Les élites quittent les villes et se recentrent sur leurs possessions rurales.
La monnaie d'or est adaptée pour les échanges du commerce à longue distance, qui concerne des produits suffisamment onéreux pour qu'il soit rentable de les transporter avec les difficultés que cela comporte à l'époque. Cependant les échanges à courte distance entre ville et campagne se font le plus souvent par troc. Les exploitations ont donc tendance à une relative autarcie, diversifiant leurs productions agricoles, exploitant les forêts qui gardent à l'époque un rôle nourricier non négligeable (cueillette, élevage porcin, chasse…) et produisant elles-mêmes la plupart des objets artisanaux dont elles ont besoin. La production de surplus agricoles n'est pas forcément très rentable, et il n'y a pas de grand bénéfice à investir dans des équipements augmentant la productivité (charrues, moulins…). De même la main d'œuvre servile non intéressée au produit de son travail est peu efficace .

#### Crise duVIIesiècle
- voies commerciales avant la prise de contrôle de la Méditerranée par les Musulmans : l'axe rhodanien permet de commercer sur les bassins de la Seine et de la Loire.
- voies commerciales au VIIIe siècle : le trafic évite la Méditerranée occidentale et passe par l'Adriatique, le Pô, le Rhin et la Meuse.

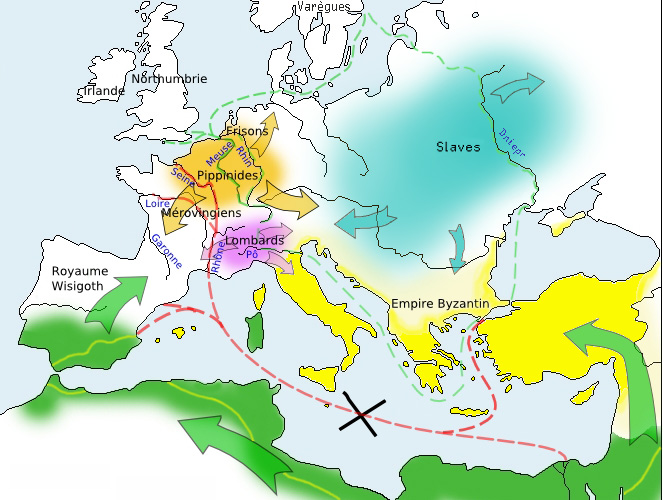
Conséquences de l'expansion musulmane des s sur les voies commerciales et les royaumes européens.
Empire musulman
Empire byzantin
Pippinides
Lombards

Au VIIe siècle, le commerce en Méditerranée est fortement perturbé et les royaumes barbares basculent vers la crise. L'expansion musulmane en Méditerranée et la guerre de course qui s'ensuit perturbe les voies de commerce lointain qui approvisionnent l'Europe du Nord via le couloir rhodanien (c'est la thèse défendue par Henri Pirenne).
D'autres mettent en avant les effets de la Peste de Justinien que les chroniqueurs de l'époque décrivent comme de véritables fléaux dans le bassin méditerranéen aux VIe et VIIe siècles. Ces épidémies de peste et de variole récurrentes désorganisent le travail agricole et entraînent des famines ce qui en aggrave l'impact démographique. Le bilan est impossible à chiffrer mais, certains historiens le comparent à celui de la grande peste de 1347-1348 : Jacques le Goff et Jean-Noël Biraben y voient la cause d'un important affaiblissement démographique du sud de l'Europe qui explique en partie le basculement du centre de gravité de l'Occident vers le nord.
Les mérovingiens n'ont plus les moyens d'entretenir leurs vassaux. La sécurité n'est plus assurée par un État déliquescent et est prise en charge par l'aristocratie. Ce changement conduit aux débuts de la vassalité.
Les puissants accueillent des hommes libres qu'ils éduquent, protègent et nourrissent. L'entrée dans ces groupes se fait par la cérémonie de la recommandation : ces hommes deviennent des guerriers domestiques (vassus) attachés à la personne du senior. Le seigneur doit entretenir cette clientèle par des dons pour entretenir sa fidélité,. La monnaie d'or devenant rare du fait de la distension des liens commerciaux avec Byzance (qui perd le contrôle de la Méditerranée occidentale au profit des Musulmans) la richesse ne peut provenir que de la guerre : butin ou terres conquises à redistribuer. En l'absence d'expansion territoriale, les liens vassaliques se distendent, donc pour se pérenniser une puissance doit s'étendre.

#### Essor des Pépinides
Avec la présence musulmane en Méditerranée occidentale les voies commerciales byzantines ne peuvent plus passer que par l'Adriatique. Dès lors l'axe Rhône-Saône-Rhin (ou Seine) est supplanté par l'axe Pô-Rhin-Meuse.
Le basculement à l'Est des voies commerciales réactive les régions riches en minerai de fer qui avaient déjà été à l'origine de la puissance agricole et militaire des celtes.
Une famille austrasienne dont le berceau est situé sur la Meuse, les Pépinides, acquiert un avantage économique qui lui permet d'aligner des armées bien plus nombreuses que ses rivales.
Le basculement économique permet aux Pippinides de bénéficier d'armes et protections en acier de bonne qualité augmentant leur supériorité militaire. L'outillage agraire est amélioré et la productivité augmente : les Pippinides contrôlent plus de 90 grands domaines agricoles de part et d'autre de la Meuse et leur puissance est sans égale,.
Ainsi, Pépin de Herstal devient maire du palais d'Austrasie en 679, contrôle la Neustrie en 687 et prend le titre de prince des Francs. Pour conserver ces conquêtes ses descendants doivent maintenir cette politique expansive pour éviter la dissolution de leur empire naissant. Son fils bâtard Charles Martel, doit ainsi réduire les révoltés neustriens, puis assujettir les Frisons, les Alamans, les Bourguignons et les Provençaux. Pour entretenir son imposante clientèle, il n'hésite pas à saisir et redistribuer les biens du clergé séculier, ce qui accroît encore sa puissance.

### Renaissance carolingienne

#### Réforme monétaire

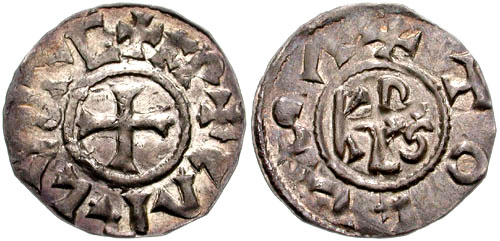
Denier sous Charlemagne

Du fait de la perte de contrôle de la Méditerranée par l'Empire byzantin, les ventes vers le monde méditerranéen diminuent, rendant déficitaire le commerce avec le monde musulman (soit directement soit via Byzance).
L'or quitte l'Occident pour s'accumuler en Orient, entraînant une pression déflationniste.
La diminution du numéraire en or qui en résulte rend nécessaire l'adoption d'une monnaie frappée avec un minerai plus abondant en Europe que l'or. Inversement, le développement du commerce autour de la mer du Nord entraîne la frappe de monnaies d'argent par les Frisons et les Anglo-saxons dès 680. D'autre part, une monnaie de valeur plus faible est mieux adaptée aux transactions locales de moindre montant.
Au début du règne des Pippinides les différentes parties de l'empire utilisent des monnaies différentes, ce qui freine les échanges.
En 755, Pépin le Bref prend le contrôle de Dorestad et des ateliers de frappe de monnaie frisons. Le roi affirme son monopole à battre monnaie, ordonnant la frappe d'un denier d'argent normalisé, orné de son monogramme.
Dans le même esprit, Charlemagne institue par capitulaire en 794, un système basé sur une masse d'argent : la livre correspond a un poids de 409 grammes d'argent. Il se fonde sur des monnaies de l'Empire romain : le solidus (ou sol) et le denier. Une livre vaut 240 deniers. Un sol (un sou) vaut 12 deniers soit un vingtième de livre tournois. Circulent aussi des oboles (1/2 denier) et des pictes (quarts de denier). Le sol et la livre servent de monnaie de compte : un « sol de farine » est la quantité de farine que l'on peut acheter avec 12 deniers.
Cette uniformisation de la monnaie facilite les transactions commerciales à travers l'empire, et donc augmente les échanges entre les différentes régions. Une véritable révolution économique est lancée, l'utilisation de la monnaie s'accélère, et est attestée même pour des échanges modestes. Une des implications est qu'il devient rentable de produire des surplus agricoles susceptibles d'être vendus. La voie est ouverte au développement démographique et à la mutation progressive vers une société plus commerçante, artisanale et citadine.
Les Carolingiens favorisent le commerce, entretiennent les routes et développent les foires : Charles Martel autorise la création de marchés ruraux dans les vici dès 744. Cependant, ce commerce est étroitement encadré (les prix sont fixés depuis 794, l'exportation des armes est prohibée) et taxé . Le souverain récupère les entrées fiscales et les produits précieux nécessaires à l'entretien de ses vassaux.

#### Mutation de la société agricole

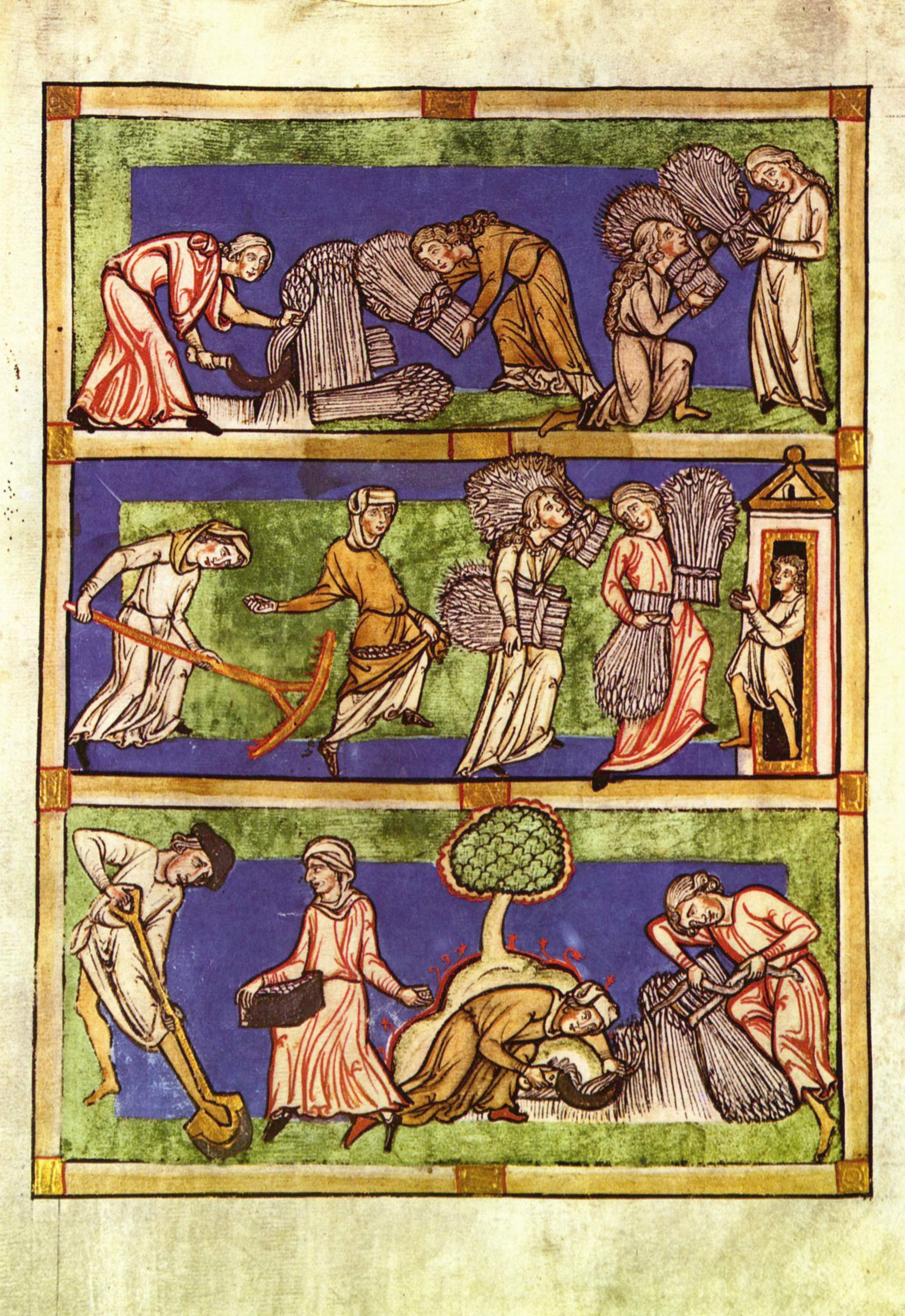
À partir du IXe siècle l'amélioration progressive de la productivité agricole entraine une expansion démographique qui est à la base d'une phase de croissance qui s'accélère à partir de Xe siècle dure jusqu'au XVIe siècle

À partir de 800, les campagnes militaires impliquant des levées en masse se font plus rares, et le modèle économique franc, basé sur la guerre et la prédation, n'est plus viable . Avec la paix - ou plutôt à la suite de l'absence de campagne militaire rémunératrice -, nombreux sont les hommes libres et propriétaires de manses libres qui posent les armes, pour retourner au travail de la terre.
Cependant, dans un environnement encore dominé par les guerriers, où les raids armés (des Vikings, des Sarrasins, des Hongrois)  sont fréquents, et où le pouvoir central est faible, les paysans libres doivent confier leur sécurité à un « protecteur », contre le ravitaillement de ses troupes ou de sa maison, ou contre rémunération plus ou moins volontaire. Ce surcoût de la « protection » grève la rentabilité des exploitations agricoles. Certains arrivent à conserver leur indépendance, mais sous la pression et les dettes, la plupart finissent par céder leur terre à leur « protecteur », pour devenir exploitants de ces mêmes terres sous forme de tenure pour le compte de ce Seigneur « protecteur » .
Dans le sens inverse, l'agriculture des villae, à présent domaines tenus par les Seigneurs, est initialement largement inspirée du modèle antique de grands domaines cultivés par des esclaves. Mais ceux-ci ont une productivité faible (car non intéressés aux résultats de leur travail) et sont coûteux en saison morte . Cependant, l'Église condamne l'esclavagisme entre chrétiens, et sous cette pression, les esclaves sont progressivement émancipés en serfs. Les serfs restent cependant attachés au domaine, et gèrent une manse servile. Ils rémunèrent leur maître par une partie de leur production ou par des corvées, mais ils peuvent disposer d'éventuels surplus, ce qui les intéresse à la production. Par ce mécanisme, les terres deviennent finalement plus rentables pour le seigneur du domaine médiéval.
Ainsi, progressivement, l'écart initial entre esclaves et paysans libres s'atténue, pour ne plus guère faire de différence entre serfs et tenancier, les uns et les autres liés en pratique à leur seigneur.

#### Améliorations économiques et techniques
Le IXe siècle voit l'émergence d'une économie fondée sur les surplus agricoles.
Les techniques agricoles s'améliorent : passage de la rotation biennale à l'assolement triennal, utilisation de la fumure. Les rendements passent de 4 grains récoltés pour 1 semé à 5 ou 6.
L'outillage agricole évolue, les seigneurs peuvent fournir des charrues, dont l'usage peut se répandre de plus en plus. Le collier d'épaule et le fer à cheval augmentent la puissance de la traction animale, permettant notamment de labourer des terrains plus lourds (inexploitables avec des araires) et les terres nouvellement défrichées (encombrées de racines).
Ces progrès permettent à l'activité agricole de dégager des surplus et de sortir d'une économie de subsistance. La population est mieux protégée des disettes, et par voie de conséquence des épidémies : la mortalité diminue, la population augmente.
Les gains en population et technique permettent de nombreux défrichages sur les « terres ingrates » précédemment inexploitables.
Le paysan peut revendre des surplus, il est donc intéressé à produire plus que ce qu'il faut pour survivre, après avoir reversé une partie de sa production à son seigneur .
La frappe de monnaie d'argent depuis plusieurs générations, et son homogénéisation en 781 par Charlemagne est un progrès énorme : plus adapté que l'or -qui ne convient que pour des transactions très onéreuses-, le denier d'argent permet de sortir de l'économie de troc, et introduit des millions de producteurs et de consommateurs dans le circuit commercial.
Les seigneurs investissent dans des équipements collectifs améliorant la productivité : moulins à eau (en remplacement des meules à bras utilisées tant que la main-d'œuvre était servile), pressoirs à huile ou à vin (en remplacement du foulage)
L'utilisation de l'énergie hydraulique plutôt qu'animale ou humaine permet une productivité sans comparaison avec celle disponible dans l’Antiquité : chaque meule d'un moulin à eau peut moudre 150 kg de blé à l'heure, ce qui correspond au travail de 40 esclaves.
Ces gains de productivité en agriculture et dans l'industrie alimentaire dégagent de la main-d’œuvre pour d’autres activités. La population cesse d'être essentiellement agricole. Les surplus agricole du secteur primaire permettent l'émergence d'un secteur secondaire plus diversifié, et d'un secteur tertiaire. Les biens et services de ces nouveaux secteurs sont rémunérés par l'économie monétaire émergente.

#### Vikings et mutation de l’économie marchande
- Voies commerciales Vikings.
- Territoires contrôlés par les Vikings.

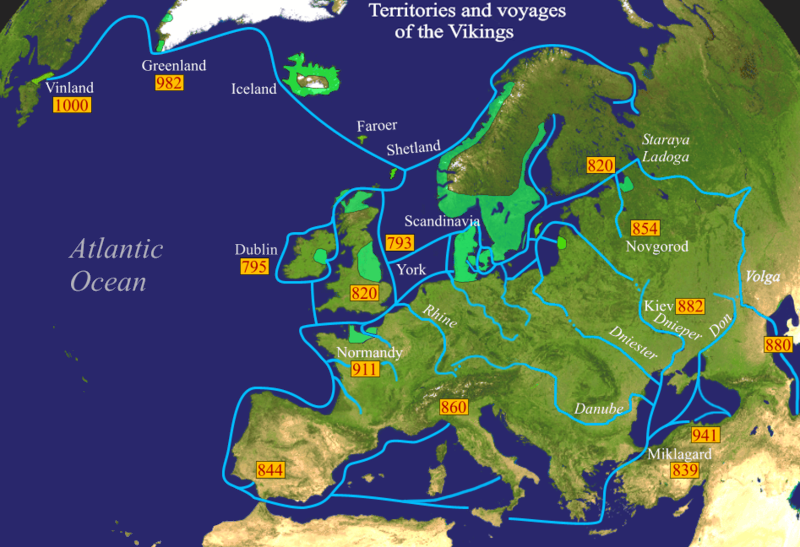
Territoires contrôlés par les Vikings.

Les raids vikings ont une action paradoxale sur l'économie. Leur activité de pillage et de piraterie se double en effet d'une activité marchande, qui devient peu à peu prépondérante.
D'une part ils doivent écouler leur butin, et ils frappent de la monnaie à partir des métaux précieux qui étaient thésaurisés dans les biens religieux pillés, dans une société viking traditionnellement orientée vers le commerce avec d'autres peuples. Ce numéraire, qui est réinjecté dans l'économie, est - comme nous l'avons vu précédemment - un catalyseur de premier plan à la mutation économique en cours. Il agit comme capital, permettant aux marchands vikings de dominer leur marché, mais également comme masse monétaire, facilitant les échanges dans toute l'Europe atteinte par leur navigation.
D'autre part, leur avance technologique maritime leur permet de transporter des marchandises sur longue distance. Ils ouvrent des voies commerciales nouvelles, tant maritimes que fluviales, et créent de nombreux comptoirs sur les côtes Européennes, jusqu'en Méditerranée, et commercent jusqu'à Byzance, dynamisant ainsi considérablement les échanges et l'économie.
Après avoir initialement notablement désorganisé les échanges commerciaux, ils contribuent ainsi à la création de villes commerçantes et artisanales comme York ou Dublin, que ce soit directement - en dynamisant le commerce des villes côtières -, ou indirectement en faisant fuir des paysans vers ces centres fortifiés, augmentant la main-d'œuvre disponible dans cette population urbaine.
Enfin, leur savoir-faire en construction navale est reconnu et utilisé par les européens du nord, qui développent aussi leur flotte.

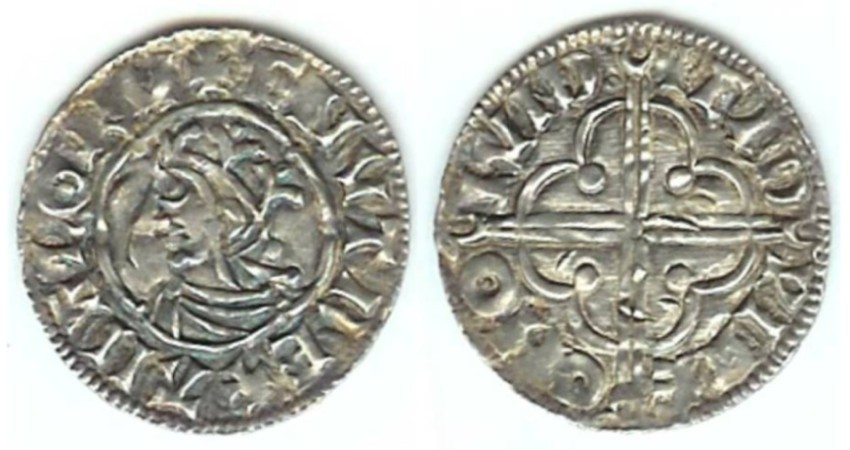
Denier frappé par les Vikings

Par ailleurs, ils se sédentarisent, comme en Normandie ou en Northumbrie.
Au total, en effet, si au IXe siècle les pillages des vikings ont notablement ralenti l'économie par leurs pillages et l'effort militaire qu'il a imposé, dès le Xe siècle il devient plus rentable pour eux de s'installer sur un territoire, recevoir un tribut contre la tranquillité des populations, et commercer plutôt que guerroyer.
Dans un siècle où la puissance guerrière est source de légitimité, ils peuvent en effet être instaurés comme dux des territoires qu'ils dominent en pratique, renouvelant le mécanisme qui avait conduit à la formation des royaumes barbares.
C'est ainsi que Alfred le Grand, même ayant vaincu les danois, leur laisse le nord-est de l'Angleterre (Danelaw) en 897 ; ou que Charles le Simple accorde la Normandie à Rollon en 911.
Mais en s'intégrant ainsi à ce qui était l'occident chrétien, ils sont christianisés, s'intègrent de fait au système féodal naissant, et en deviennent des éléments moteurs>.

#### Croissance démographique
L'introduction de la monnaie et d'une fiscalité à montant fixe a un autre effet : il devient intéressant d'avoir des enfants, car du fait des surplus dégagés, ils augmentent la capacité de production agricole et sont moins vu comme des bouches à nourrir. La croissance démographique et l'augmentation de la production agricole s'auto-entretiennent en un cercle vertueux : elles sont la clef du renouveau médiéval.
Cette métamorphose se fait progressivement, ses effets sont encore peu visibles au IXe siècle d'autant qu'elle est vite freinée par les invasions et guerres féodales, mais la révolution agricole est en germe et elle se concrétise pleinement quand elles cessent au Xe siècle.
Les grandes invasions ont chassé les paysans serviles des exploitations pillées, ils se réinstallent à leur compte, en défrichant leurs propres parcelles, ou se mettent sous la protection d'un seigneur. Au total les invasions ont accéléré le processus de mutation du monde agricole, qui devient plus porté sur la productivité afin de dégager des surplus vendables . Il en résulte de nombreux défrichages et des progrès techniques qui se traduisent par une forte croissance démographique.
D'autre part, l'augmentation des surplus agricoles va permettre d'augmenter les capacités d'élevage et de produire plus de richesses et une alimentation plus variée, ce qui a aussi un impact sur la croissance démographique.

## Économie de la France dans la deuxième partie du Moyen Âge

### Essor économique sur le reste du monde
Le Moyen Âge central et le Moyen Âge tardif sont, pour l'Europe occidentale, l'occasion d'un important essor économique vis-à-vis du reste du monde. C'est à cette époque que le premier écart important dans le rythme de développement peut-être constaté entre les principales civilisations.
D'après Angus Maddison, le revenu par habitant de l'Europe occidentale est initialement, au début de cette période, parmi les plus faibles du monde : 400 dollars de 1990 par an. Le niveau de revenu au début de cette période est d'ailleurs légèrement inférieur à celui du début de l'ère chrétienne. Cette différence de revenu - donc de capacité d'action individuelle - n'est cependant pas très significative ; le revenu reste proche de celui des autres civilisations (l'Asie est la région la plus riche avec un revenu par habitant d'environ 450 dollars par an).
Cinq siècles plus tard, en 1500, au début de la Renaissance, l'Europe occidentale a inversé la donne, et creusé un écart de développement important vis-à-vis du reste du monde : le revenu par tête est de 771 dollars de 1990, contre 572 à l'Asie, et 566 au monde dans son ensemble.
| Population                                                                      | PIB par habitant (US$(1990)) | tendance économique                                                                 | Répartition sectorielle |
| 16 millions en 1200 20 millions en 1345 12 millions en 1400 18 millions en 1500 | 400 en 1000 770 en l'an 1500 | prospérité à long terme, mais régressions fréquentes : - Refroidissement climatique | principalement agricole |

Par rapport au schéma de production de l'an mille, où la société était déjà capable de s'entretenir elle-même dans une économie de subsistance, cet écart de 770 à 572 signifie que « toutes choses égales par ailleurs », la société serait théoriquement capable de dégager un revenu permettant d'entretenir une population « improductive » (par rapport au modèle précédent) représentant 34 % de la population de base productive.
Cet avantage (de l'ordre d'un tiers) sur le revenu par tête peut paraître limité à un avantage quantitatif, mais il n'en est rien ; il traduit en réalité un avantage qualitatif.
De toute évidence, l'augmentation de la production et des revenus a été en partie préemptée par « la société en place », qui augmente ainsi son niveau de vie et son confort, si bien que les choses ne sont pas réellement « toutes choses égales par ailleurs ». Mais mécaniquement, cette augmentation de la capacité de production - dans la mesure où elle n'est pas consommée en biens de luxe par la classe dirigeante - a également conduit à l'émergence de trois classes sociales, que l'on peut qualifier de par nature « improductives » dans une économie de subsistance, et qui pouvaient ainsi émerger en étant financées par les surplus dégagés :
- Sur le plan commercial, les commerçants et les industries de transformation peuvent se développer, dans un système économique où leur existence peut à présent être rétribuée. C'est le début du secteur secondaire et du secteur tertiaire.
- Sur le plan intellectuel, les revenus préemptés par les institutions permettent d'entretenir dans les classes dirigeantes des « oisifs intellectuels ». C'est le début du mouvement universitaire.
- Sur le plan administratif, le pouvoir en place (en haussant progressivement les impôts) peut consacrer plus de moyens au contrôle de sa population (en haussant progressivement la population administrative - cette hausse ne pouvant être que très progressive). C'est le début du renforcement du pouvoir central, qui conduira progressivement à l'émergence des états-nations centralisés.

### Révolution industrielle desXIeetXIIesiècles

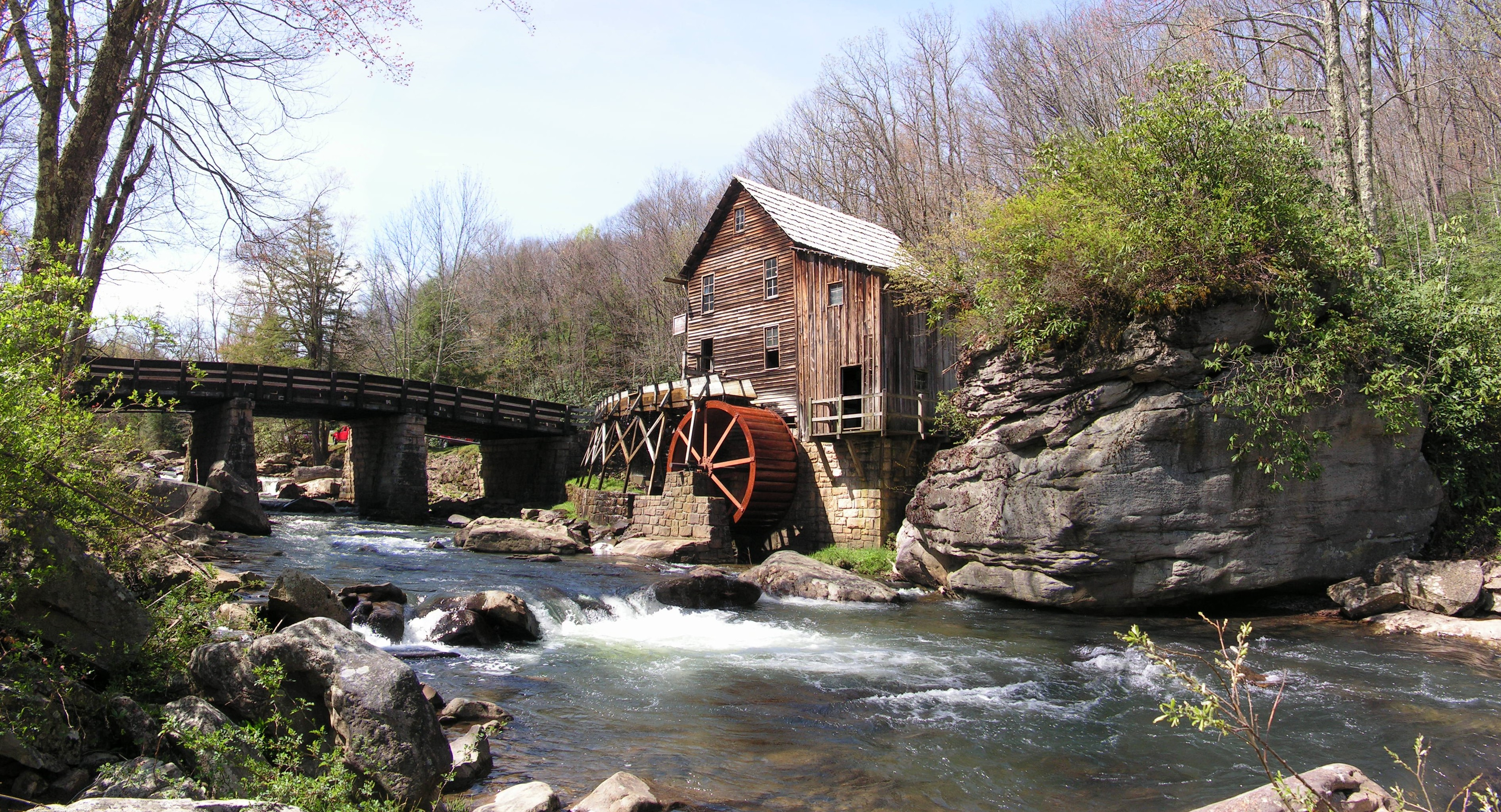
Moulin à eau.

Pendant le bas Moyen Âge, la hausse de la production agricole continue, et la population urbaine augmente. Des villes, telles Paris, grandissent rapidement.

#### Énergie hydraulique
Le moulin hydraulique se diffuse pendant toute la période médiévale. Il est une source de rentrées financières importantes pour la noblesse et les monastères qui investissent donc massivement dans ce type d'équipements. Il procure une énergie motrice sans comparaison avec ce qui était possible dans l'Antiquité.
Avec la mise au point de l'arbre à cames au Xe siècle ; cette énergie peut être utilisée pour de multiples usages industriels . Ainsi apparaissent des moulins à foulons, qui sont utilisés pour écraser le chanvre, moudre de la moutarde, aiguiser les lames, fouler du lin, du coton ou des draps (dans cette opération, importante dans la fabrication des étoffes, le moulin remplace 40 ouvriers foulons) …
Dès le XIIe, des forges actionnées à l'énergie hydraulique démultiplient la capacité de production des forgerons : l'utilisation de marteaux pilons permet de travailler des pièces plus imposantes (les marteaux de l'époque pouvaient peser 300 kg et frapper 120 coups à la minute ) et plus rapidement (des marteaux de 80 kg frappant 200 coups à la minute ) et l'insufflation d'air sous pression permet d'obtenir des aciers de meilleure qualité (en élevant la température à plus de 1 200 °C à l'intérieur des fours ).
Des scies hydrauliques sont attestées au XIIIe siècle.

#### Énergie éolienne
Au XIIe siècle les ingénieurs médiévaux mettent aussi au point des moulins à vent à pivot vertical (qui permet de suivre les changements de direction du vent) ou à marée, qui sont inconnus dans l’Antiquité ou dans le monde arabe .

#### Productivité en metallurgie
Il est donc possible de produire en nombre des instruments agricoles ou des armes plus performants, ce qui contribue à l'expansion agricole et démographique, mais aussi à la puissance militaire de l'Occident qui devient capable de prendre contrôle de la Méditerranée et de la terre sainte.
Outre les armures et autres lames, sont développées des arbalètes à ressort de métal capables de traverser les armures les plus épaisses .

#### Économie sylvicole
Cette industrie sidérurgie est très gourmande en bois : pour obtenir 50 kg de fer, il faut 200 kg de minerai et 25 stères(m3) de bois: en 40 jours une seule charbonnière déboise une forêt sur un rayon de 1 km !
Ceci ne pose pas de problème tant que les défrichages sont utiles au développement de l'agriculture.
Mais au XIIIe siècle une limite est atteinte : les forêts  gardent un rôle nourricier important, le bois est indispensable à la construction et au chauffage et la noblesse tire des revenus de l'exploitation forestière,. Dès lors, les défrichages vont être de plus en plus contrôlés et l'exploitation forestière de plus en plus règlementée.
Le prix du bois monte, et en conséquence, de nouveaux combustibles et matériaux de construction doivent être utilisés : le charbon et la pierre. Les besoins en métaux étant aussi en hausse (pour la sidérurgie, et pour battre des monnaies, dont le volume nécessaire augmente avec les échanges), l'industrie minière se développe, avec la mise au point de techniques d'étayage ou de drainage des galeries inondées .
L'envolée du prix du bois favorise largement les révolutions architecturales qui ont lieu à partir du XIIe siècle : les fortifications et les édifices religieux sont alors construits en pierre, ainsi bientôt que les habitations.

### Révolution marchande et financière duXIIIesiècle
- Voies commerciales Hanséatiques.
- Voies commerciales vénitiennes.
- Voies commerciales génoises.
- Voies commerciales génoises et vénitiennes.

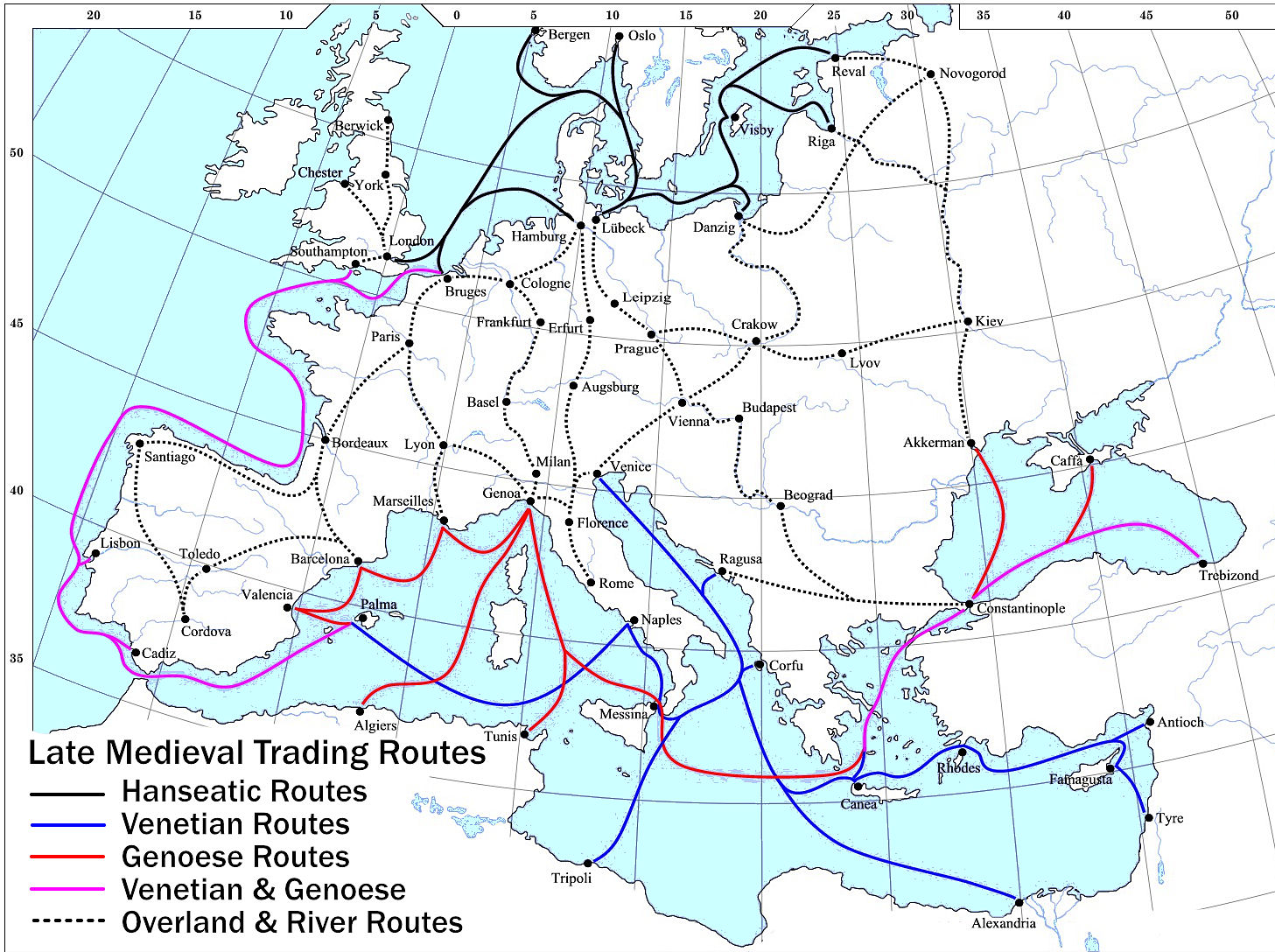
Routes commerciales à la fin du Moyen Âge.

Dès le Xe siècle, la noblesse doit faire montre de générosité ostentatoire pour justifier son statut et doit donc redistribuer les richesses prélevées grâce au droit de ban. Pour cela elle investit dans des infrastructures rentables (moulins, fours…), elle augmente les surfaces cultivées ce qui accélère le processus de défrichage et d'assèchement des marais et enfin elle favorise le commerce (création de foires, entretien des routes et des ponts pour pouvoir prélever le tonlieu). Cela stimule la production et le commerce à triple titre : en accélérant la circulation des richesses grâce aux taxes et à la redistribution, en augmentant la productivité et en favorisant le commerce. Le Clergé influe de manière tout aussi positive sur l'économie étant à la pointe des progrès techniques et agricole, ce qui permet aux cisterciens d'optimiser les rendements, l'argent généré ainsi que les nombreux dons reçus  étant réinvestis dans la construction d'édifices religieux ce qui réinjecte du numéraire dans l'artisanat. L'accroissement démographique, l'amélioration des techniques agricoles et le développement du machinisme permettent une accélération de la production et dégagent des richesses et de la main-d'œuvre pour d'autres taches . Les villes croissent, ainsi que le nombre de commerçants et d'artisans. Cet accroissement est aussi favorisé par l'augmentation des échanges à longue distance : l’Occident a plus de surplus à écouler et une demande accrue en produits orientaux. À cette époque le transport est plus rapide et facile par voie maritime (ou fluviale) que par les routes. Les républiques maritimes italiennes profitant de leur situation géographique privilégiée s'enrichissent grâce à leurs réseaux commerciaux densifiés après les croisades et leurs puissances maritime et financière  (elles prêtent aux États) sont telles qu'elles peuvent profiter des luttes d'influence entre le Saint-Empire et la papauté, pour obtenir leur autonomie.

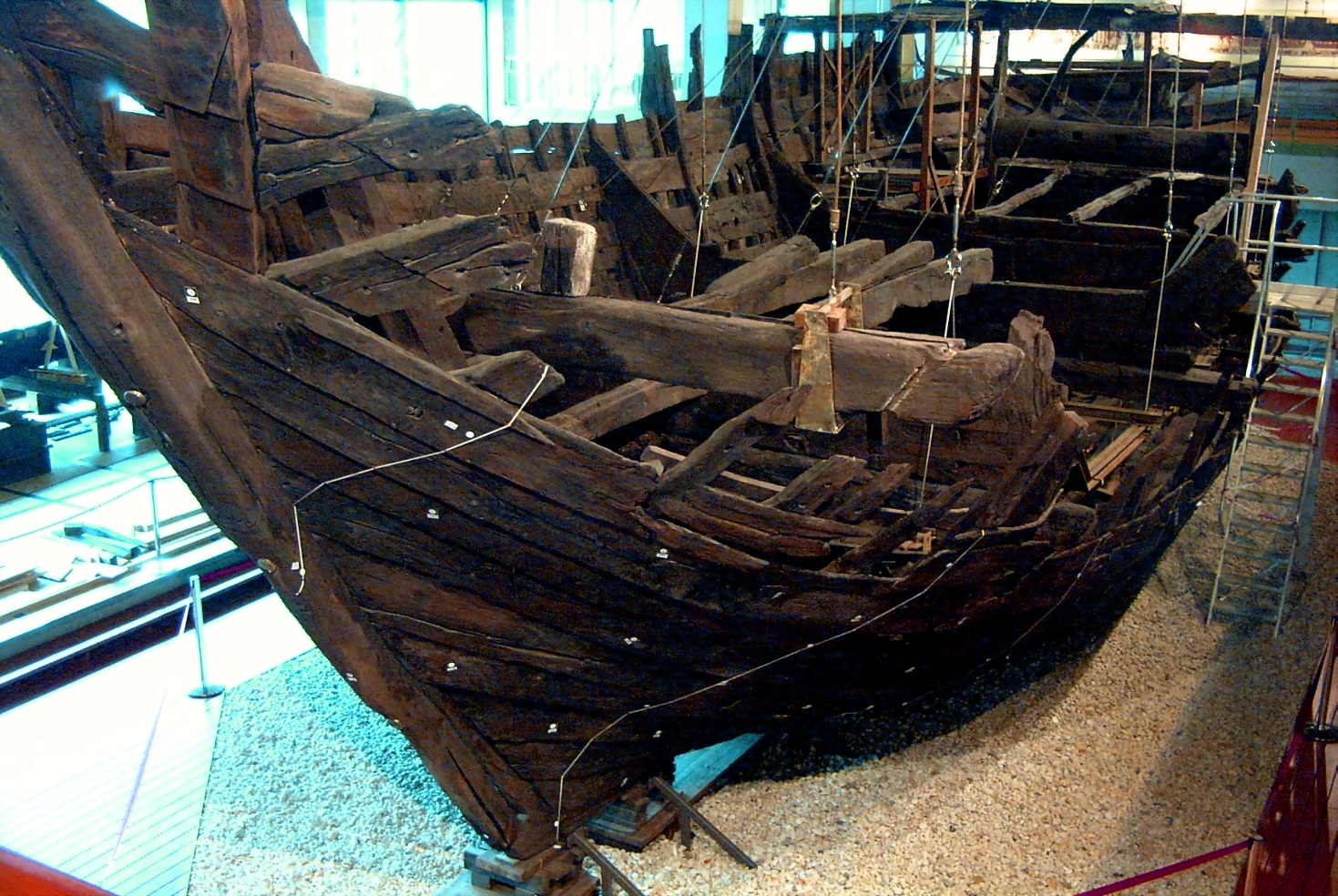
Une cogue de la Hanse datée de 1380 exposée au musée de Bremerhaven.

De la même manière, les villes du nord du Saint-Empire créent des réseaux commerciaux qui couvrent la Baltique et la mer du Nord dès 1150 et se regroupent autour de la ligue hanséatique à partir de 1241, incluant Lübeck, Amsterdam, Cologne, Brême, Hanovre et Berlin. Les cités hanséatiques hors du Saint-Empire Romain sont Bruges et la ville polonaise de Gdańsk. À Bergen et Novgorod, la ligue dispose d'ateliers et d'intermédiaires. Pendant cette période, les Germains colonisent l'est de l'Europe au-delà de leur empire, en Prusse et en Silésie. La France bénéficie de sa place centrale entre les Flandres et l’Italie. Les ducs de Champagne développent des foires qui sont un maillon central du commerce européen faisant se rencontrer marchands flamands et italiens. La guerre entre guelfes et gibelins qui sévit en Italie au XIIIe siècle fait fuir de nombreux marchands et financiers italiens ce qui favorise les villes européennes et particulièrement les foires de Champagne. L'industrie textile se développe particulièrement. La laine de la meilleure qualité est produite en Angleterre, dont l'agriculture se spécialise poussée par les bénéfices et le refroidissement climatique débutant dans l'élevage ovin. La laine est transformée en draps dans les Flandres mais plus largement dans tout le nord du royaume de France. Ces draps sont vendus aux Italiens aux foires de Champagne et sont teints en Italie du Nord (une partie de cette production est vendue ensuite en Orient). D'autre produits tels que les cuirs, pelleteries, épices, aluns et colorants ou chevaux y sont échangés. La France exporte aussi du vin, des céréales (vers les Flandres et le nord de l'Europe) et surtout du sel (indispensable pour la conservation des aliments) qui est produit en Poitou et en Bretagne et qui est expédié par voie maritime dans les marchés hanséates et anglais (la Rochelle devient après sa prise en 1224 le grand port français pour le commerce atlantique).
Maîtres du commerce méditerranéen, les Italiens sont à l'origine de progrès du secteur financier : afin de sécuriser les fonds, l'usage des lettres de change se développe ; il limite aussi bien le risque lié aux transports de fonds, que l'impact des changements de cours incessants de la monnaie. Ceci se fait par le développement du réseau postal . Pour mutualiser les risques, les commerçants s'associent en sociétés et compagnies et créent des filiales indépendantes : en cas de faillite, la filiale n'entraîne pas l'effondrement de l'ensemble de la compagnie. Les banquiers italiens à la tête d'immenses fortunes gèrent les échanges, prêtent aux princes et aux papes, le florin devient la monnaie internationale (Les rois de France et d'Angleterre frappant des monnaies d'or de masse équivalente).
À la fin du XIIIe siècle, un explorateur vénitien appelé Marco Polo devient un des premiers Européens à voyager le long de la Route de la soie jusqu'en Chine. La conscience de l'Est lointain augmente à la lecture de ses voyages dans Il Milione. Il est précédé par des ambassadeurs et missionnaires chrétiens vers l'Est, comme Guillaume de Rubrouck, Jean de Plan Carpin, et suivi par André de Longjumeau, Odoric de Pordenone, Giovanni de Marignolli, Giovanni di Monte Corvino, et d'autres voyageurs comme Niccolo Da Conti. Des progrès techniques favorisent le transport maritime : les navires gagnent en maniabilité (gouvernail d'étambot), en taille, et les techniques nouvelles de navigation (la boussole est améliorée grâce aux travaux de Pierre de Maricourt sur le magnétisme en 1269), correction mathématique de la déclinaison magnétique et l'arbalète (qui permet de mesurer la latitude) apparaissent  ou sont généralisées. Ces progrès vont rendre possible la navigation transocéanique (et les grandes découvertes).

### XIVeetXVesiècles: crise de la féodalité
L'économie française décline à nouveau au XIVe siècle sous l'effet de la guerre de Cent Ans, de la peste noire, et d'un refroidissement climatique, le « petit âge glaciaire », qui connaîtrait trois phases virulentes : de 1303 à 1380, durant le dernier tiers du XVIe siècle et de 1815 à 1860. Ce refroidissement a succédé à une période de réchauffement climatique entre 800 et 1300 ap. J.-C..

Alors que, sous l’effet des progrès des techniques agraires et des défrichements, la population s’accroît en Occident depuis le Xe siècle, on franchit un seuil qui dépasse les capacités de productions agricoles dans certaines zones d’Europe dès la fin du XIIIe siècle. Avec le jeu des partages successoraux les parcelles se réduisent : elles n’ont plus en 1310 que le tiers de leur superficie moyenne de 1240. Certaines régions comme les Flandres sont en surpopulation et essayent de gagner des terres cultivables sur la mer, néanmoins pour couvrir leurs besoins elles optent pour une économie de commerce permettant d’importer les denrées agricoles. En Angleterre, dès 1279, 46 % des paysans ne disposent que d’une superficie cultivable inférieure à 5 hectares. Or, pour nourrir une famille de 5 personnes, il faut de 4 à 5 hectares. La population rurale s’appauvrit, le prix des produits agricoles baisse et les revenus fiscaux de la noblesse diminuent alors que la pression fiscale augmente et donc les tensions avec la population rurale. Beaucoup de paysans tentent donc leur chance comme saisonniers dans les villes pour des salaires très faibles engendrant aussi des tensions sociales en milieu urbain. Le refroidissement climatique et la tendance à opter pour une économie fondée sur la spécialisation et le commerce provoquent de mauvaises récoltes qui se traduisent du fait de la pression démographique en famines (qui avaient disparu depuis le XIIe siècle) dans le nord de l’Europe en 1314, 1315 et 1316: Ypres perd 10 % de sa population et Bruges 5 % en 1316.

Royaume de France en 1350
Possessions de Charles de Navarre
États pontificaux
Territoires contrôlés par Édouard III
Zone d'influence économique Anglaise
Zone d'influence culturelle Française

La noblesse doit compenser la diminution de ses revenus fonciers et la guerre en est un excellent moyen : par les rançons perçues après capture d’un adversaire, le pillage et l’augmentation des impôts justifiée par la guerre. C’est ainsi que la noblesse pousse à la guerre et particulièrement la noblesse anglaise dont les revenus fonciers sont les plus touchés. En France, le roi Philippe VI a besoin de renflouer les caisses de l'État et une guerre permettrait de lever des impôts exceptionnels.

#### Conséquences
L’essor du commerce a rendu certaines régions dépendantes économiquement de l’un ou l’autre royaume. À cette époque le transport de fret se fait essentiellement par voie maritime ou fluviale. La Normandie et la Champagne alimentent Paris via la Seine et ses affluents et sont donc pro-françaises. Par contre l’Aquitaine qui exporte son vin en Angleterre, la Bretagne qui exporte son sel et les Flandres qui importent la laine britannique ont tout intérêt à être anglaises. Ainsi les Flamands en voulant échapper à la pression fiscale française, se révoltent de manière récurrente contre le roi de France. On notera les batailles de Courtrai en 1302 (où la chevalerie française est laminée) de Mons-en-Pévèle en 1304 et de Cassel en 1328 (où Philippe VI mate les rebelles flamands). Les Flamands apportent leur soutien au roi d'Angleterre, déclarant même en 1340 qu'Édouard III est le légitime roi de France. Les deux États ont tout intérêt à augmenter leurs possessions territoriales pour augmenter leurs rentrées fiscales et renflouer leurs finances. Dès lors, les intrigues des deux rois pour faire passer la Guyenne, la Bretagne et les Flandres sous leur influence conduisent rapidement à la guerre entre les deux États : elle durera 116 ans.
Les conséquences démographiques de la guerre de Cent Ans et de la grande peste entraînent à masse monétaire constante une hausse importante des prix. Les produits orientaux deviennent alors plus compétitifs et il s'instaure un déficit commercial avec l'Orient, avec une fuite du numéraire vers l’Orient . Cela encourage le commerce sur longue distance et les progrès techniques dans le domaine de la navigation, mais aussi rend rares les métaux précieux dans un deuxième temps, ce qui rend nécessaire des mutations monétaires (qui raréfient le taux de métal noble dans le numéraire) .
Donc, la guerre entraîne une insécurité des voies commerciales, mais aussi monétaire (les mutations monétaires effectuées à maintes reprises par les belligérants ont entraîné des dévaluations). L'économie réussit à s'adapter :
L'impôt devient difficile à faire accepter et depuis Philippe le Bel les rois ont recours à des mutations monétaires pour renflouer les caisses de l'État. Le mécanisme est le suivant : l’État augmente le tarif d'achat du métal, ce qui en attire dans les ateliers monétaires, il frappe ensuite de la monnaie en alliage en baissant le titre de métal précieux, ce qui permet d'augmenter les quantités frappées et d'augmenter le taux de seigneuriage. Ces pratiques qui entraînent des dévaluations sont très impopulaires. Ce mécontentement s'accroît avec les défaites de Crécy en 1346 ou de Poitiers en 1356 et aboutit à de forts mouvements de contestations qui aboutissent à la grande ordonnance de 1357 ou l'ordonnance cabochienne qui visent à instaurer une monarchie contrôlée. Charles V puis Charles VII parviennent à restaurer l'autorité royale en faisant accepter aux états généraux la permanence de l'impôt pour financer une armée permanente contre l'instauration d'une monnaie stable (le Franc est créé le 5 décembre 1360). L'État retrouve sa crédibilité en rétablissant la sécurité des terres, des voies de communications et monétaire: il restaure les conditions d'un rétablissement économique. C'est la création d'une armée permanente grâce à une fiscalité lourde qui permet la victoire dans la guerre de Cent Ans.

Entre 1422 et 1435, la France est coupée en deux. Le commerce se réorganise : la Seine et la Loire sont des axes transversaux qui drainent chacun l'un des deux territoires. L'axe de commercial nord-sud de l'Europe n'est plus l'axe rhodanien, mais l'axe Pô-Rhin qui traverse le Saint-Empire.

L'insécurité des routes est néfaste pour l'économie de la France, et de plus entre 1350 et 1418 la France est coupée en deux du fait de la guerre civile entre Armagnacs et Bourguignons puis par l'occupation anglaise le commerce nord-sud est coupé : les échanges nord-sud périclitent et le commerce se réorganise sur les axes transversaux qui permettent de relier les centres de consommations à la mer. Au nord contrôlé par les Anglais et les Bourguignons le bassin de la Seine draine le commerce entre Angleterre, Normandie, Champagne et Flandres. Paris la ville la plus peuplée d’Occident est un énorme centre de consommation (dont les foires remplacent celles de Champagne) et Rouen qui occupe une place stratégique à l'embouchure de la Seine deviennent des centres d'échanges de première importance. Au sud contrôlé par les Français, la Loire devient l'axe commercial prépondérant, la cour s'y déplace ce qui y alimente la consommation. L'axe de commerce terrestre dominant entre les pôles économiques méditerranéen et hanséatique devient l'axe vallée du Pô-cols alpestres-Rhin au détriment de l'axe rhodanien. Déjà en perte de vitesse au début du XIVe siècle du fait de concurrence des foires de Chalons mieux placées par rapport à l'axe rhodanien (où les flux commerciaux s'accélèrent avec l'installation des papes à Avignon) et de l'intensification du trafic maritime autour de la péninsule Ibérique, les foires de Champagne périclitent au profit de Paris, Francfort et Genève (ces dernières situées sur le nouvel axe commercial nord-sud deviennent des zones d'échanges de première importance). De même, Anvers devient une place d'échange de premier ordre aux dépens de Bruges. Le commerce du textile se fait par voie maritime en contournant l'Espagne et au bénéfice des marchands italiens. Le rôle commercial de la France, puissance continentale, diminue.
Après 1453, la prise de contrôle de la Guyenne par la France pénalise profondément cette région qui exportait massivement son vin vers l'Angleterre. De même, la Normandie ravagée a été fortement pénalisée par la guerre. La seule région côtière à tirer son épingle du jeu est la Bretagne qui profitant de sa position stratégique pour le commerce maritime entre Méditerranée et mer du Nord, qui exporte son sel et qui a été tout au long de la guerre de Cent Ans du côté des vainqueurs (pro anglaise en 1360, neutre puis profrançaise au XVe siècle : elle développe une flotte commerciale honorable, mais elle reste très en retard par rapport aux Italiens du point de vue des techniques commerciales.
L'arrêt répété du trafic trans-manche influence fortement l'industrie textile flamande qui, au début du conflit, importe de la laine anglaise. Pour combler ce manque, les Anglais vont se rendre moins dépendants économiquement des Flandres en transformant directement leur laine en vêtements, 
. Pour cela, ils sont aidés par les mesures incitatives du roi d'Angleterre qui taxe les vêtements beaucoup moins que la laine et qui dès 1337 accorde de larges privilèges à tout ouvrier étranger s'établissant dans les villes anglaises tout en interdisant l'exportation de laine vers les Flandres et l'importation de draps. Face à cette situation, de nombreux tisserands flamands itinérants viennent tenter leur chance en Angleterre. Avant la grande peste, les Flandres subissent une crise démographique qui entraîne une forte émigration 
. Les drapiers flamands importent alors leur laine d'Espagne (ce qui rendra économiquement logique l'intégration à l'empire des Habsbourg, alors que les liens avec la France ont diminué avec la perte d'influence des foires de Champagne) et développent des matières premières de substitution comme le lin.
La concurrence anglaise diminuant les profits des tisserands, l'économie flamande développe d'autres activités comme le secteur bancaire.

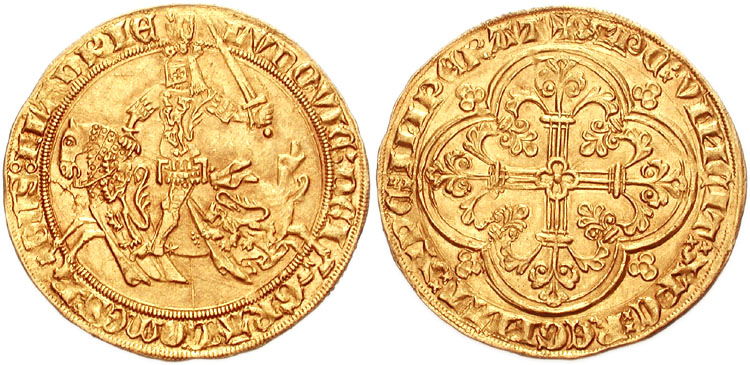
Le franc à cheval est créé le 5 décembre 1360 pour payer la rançon du roi Jean le Bon. Le franc vaut une livre tournois, sa création restaure l'autorité royale en mettant fin aux mutations monétaires.

La guerre de Cent Ans a permis de régler le problème de la crise démographique et politique. Les Valois ont su faire accepter l'instauration d'une fiscalité directe permanente contre la restauration de l'État (monnaie stable, armée permanente sécurisant le territoire). Le redressement est d'abord agraire et la France reprend vite son rang de grande puissance agricole. Les propriétaires fonciers créant des conditions attractives pour repeupler leurs terres. De plus ce sont les terres les plus fertiles qui sont défrichées. Le recours au fermage et au métayage devient plus fréquent. Le royaume de France essaye aussi de rattraper son retard commercial. Jacques Cœur entreprend de bouleverser l'hégémonie commerciale italienne en Méditerranée et de réactiver la voie rhodanienne. Il arme des galères au frais du roi et relance le port de Montpellier. Après sa disgrâce, Louis XI poursuit son œuvre et soutient l'établissement des foires de Lyon. Cette voie a en effet un gros avantage par rapport à la voie des cols alpins qui ravitaille les foires de Genève et Francfort et qui n'est praticable qu'à dos de mulet : très peu accidentée elle permet le passage de lourds chariots. Or, du fait de l'utilisation intensive de l'artillerie par les Français à la fin de la guerre de grands progrès ont été réalisés dans la conception des chariots. Le coût de transport terrestre chute : entre 55 et 73 deniers par tonne transportée et par kilomètre si l'on recourt à une bête de somme contre seulement 9 à 12 deniers si on utilise un chariot. La France reste surtout exportatrice de céréales, de sels et de draps.
Enfin, l'évolution progressive vers la pénurie de métaux précieux et l'accroissement du commerce avec l'Orient poussent à l'établissement de voies commerciales vers l'Asie et à trouver de nouvelles sources de métaux précieux. Avec l'amélioration des techniques de navigation, les voyages transocéaniques deviennent envisageables  À partir du milieu du XVe siècle tout pousse aux grandes découvertes. De ce fait, les résultats de la politique commerciale privilégiant l'axe rhodanien sont mitigés car trop tardifs : à la fin du XVe siècle, avec l'avancée ottomane (Constantinople tombe en 1453), le commerce méditerranéen perd de son dynamisme, c'est par l'Atlantique que transitent les richesses.

## De la Renaissance au Premier Empire

### Considérations générales sur l'économie dans l’Ancien Régime
Comme les siècles précédents, ceux de l'Ancien Régime sont marqués par la prédominance de l'agriculture. Au XVIIIe siècle, le secteur agricole occupe toujours environ 85 % de la population , c'est-à-dire l'essentiel de la population rurale. En termes de valeur, son importance est très inférieure, mais dans la mesure où l'artisanat des campagnes est dépendant de l'activité agricole, et que l'ensemble du système social repose sur la propriété foncière, l'agriculture reste le secteur économique décisif. Les thèses des économistes physiocrates, selon lesquelles seule l'agriculture est productrice de richesse et les autres activités « stériles », témoignent de cette importance.
À cette structure économique, correspond un type de crise particulier, dénommé « crise d’ancien régime » par Camille-Ernest Labrousse. Selon lui, les reculs des rendements agricoles, combinés à l’incompressibilité de la consommation alimentaire, provoquent des hausses des prix, d’autant plus fortes que la part commercialisée de la production est réduite (autoconsommation). La baisse de l’activité agricole, liée à la contraction des profits, provoque la montée du nombre des chômeurs ruraux. Dans les villes, la hausse du prix du pain modifie la répartition des budgets en défaveur de la consommation de biens artisanaux, d’où la faillite des ateliers. Seuls quelques grands propriétaires terriens bénéficient de l’envolée des prix agricoles. La faible diversification de l’agriculture et le manque d'échanges agricoles entre régions ne fait qu’aggraver le risque de telles crises. Le marasme économique se traduit finalement par une forte hausse de la mortalité.
Les déboires de l'agriculture de l'ancien régime sont en grande partie liés au système fiscal de cette période. Les paysans voyaient en effet se succéder les impôts indirects (les aides), la taille et les assises, en particulier la gabelle. La taille comprenait à la fois une taille dite réelle, calculée sur le volume de la production agricole, et une taille dite personnelle au montant forfaitaire. La taille représente entre 60 et 70 % du revenu. Comme les paysans n'étaient presque jamais propriétaires, s'ajoutaient aux impôts les loyers et les droits seigneuriaux, de sorte que le minimum vital était généralement conservé, sans surplus à commercialiser.

### LeXVIesiècle

#### Misère agricole
Le XVIe siècle est marqué en France par un refroidissement du climat (estimé à 1 °C) dont les conséquences sur l’agriculture furent importantes : les crises de subsistance sont fréquentes dans la deuxième moitié du siècle. Sur le siècle, le prix de setier de froment à Paris triple, sans qu’il s’agisse d’un simple phénomène monétaire : le prix des biens non alimentaires ne connaissant pas une pareille progression. Cette hausse des prix agricoles dérive d'un important élan démographique entre 1450 et 1580 qui ramène la population française à son niveau de 1320. À ce niveau de population, l’essor démographique se heurte à l’absence de réels progrès agricoles depuis le XIVe siècle.
Bien que rares, la France connaît cependant certaines innovations agricoles. De nouvelles espèces, auparavant sauvages ou venant d’autres pays, sont cultivées : le melon, l’artichaut, les fraises, les framboises, les groseilles ou encore le chou-fleur. D’autres cultures, comme celle de la carotte, sont améliorées. De terres lointaines arrivent des produits nouveaux, comme le sarrasin en Normandie. Le dindon et la pintade sont ramenés des Amériques. Mais bien que les bêches métalliques se multiplient, ces quelques progrès ne transforment pas vraiment le monde rural.
Au bout du compte, le XVIe siècle voit le développement de la paupérisation et l’accroissement des inégalités économiques. Cette paupérisation, liée à la récupération démographique, se manifeste dans une stagnation des revenus ne permettant pas aux paysans de faire face à l’envolée progressive des prix. À la fin du XVe siècle, 60 heures de travail permettent au strasbourgeois moyen d’acheter un quintal de blé, il lui en faut 200 vers 1570.

#### Progrès de l'industrie et de l'artisanat

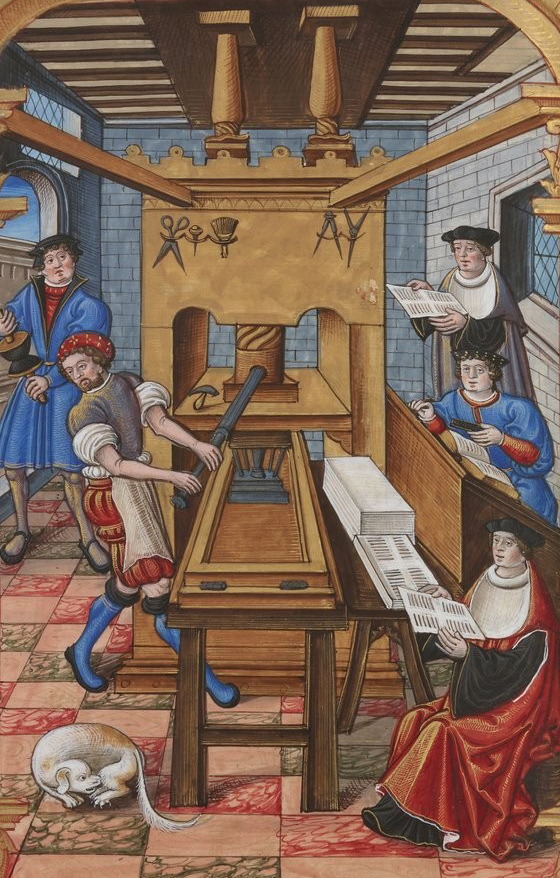
Une imprimerie au début du XVIe siècle

Si le XVIe siècle est synonyme d’appauvrissement pour la majorité agricole de la population, les progrès techniques dans les autres secteurs d’activité leur assurent une relative prospérité. Les ouvrages sur la mécanique se multiplient.
Dans la vie quotidienne de la minorité aisée de la population, les vitres remplacent petit à petit les toiles et papiers translucides appliqués aux fenêtres, ou parfois les vitraux ; les familles riches s’équipent de fourchettes, d’armoires, d’horloges et de carrosses.
Beaucoup de ces nouveaux équipements sont issus du développement de la métallurgie, d’où une multiplication des forges dans les régions forestières de Champagne, du Massif central et de Bretagne, ainsi que des hauts fourneaux. Vers 1525, la France produit environ 10 000 tonnes de fer, soit un dixième de la production européenne. Associée à la métallurgie, l’artillerie se développe, avec une première manufacture d'arquebuses importante à Saint-Étienne en 1516.
L’industrie de la laine se développe ainsi que celle de la soie. Pour faire face à un important déficit commercial avec l’Italie (l’importation de soie coûte entre 400 000 et 500 000 écus d'or par année au royaume), Louis XI en développe la production nationale à Tours à partir de 1466, avant que François Ier n’en accorde le monopole à la ville de Lyon. La bonneterie se développe à Troyes au début du siècle.
La papeterie et l’imprimerie sont elles aussi prospères, l’imprimerie en particulier à Paris et dans une moindre mesure à Lyon, la papeterie à Angoulême.

#### Le commerce extérieur et la naissance du mercantilisme
Le XVIe siècle, périodes des grands explorateurs européens, voit la France profiter d’innovations maritimes diverses, dont la plupart sont étrangères, que ce soit dans le domaine de la cartographie ou de la construction navale.
L’organisation des affaires connaît aussi d’importants progrès : l’introduction depuis l’Italie de l’assurance maritime ou encore de la comptabilité en partie double. Dans les ports, se met en place un système de financement qui perdurera jusqu’au XIXe siècle : les patrons de navires font appel à des prêteurs pour assurer l’armement de leurs vaisseaux. Ils deviennent alors salariés d’une société au capital partagé.
Sur le plan commercial et financier, Lyon devance Paris, grâce à la présence de nombreux marchands et banquiers, tandis que les foires de la ville regroupent, quatre fois par an, des négociants venant de différents pays d’Europe. Lyon est un temps le centre commercial de l'Europe, là où se négocient les grosses commandes entre marchands de différents horizons. L’apprentissage des techniques bancaires permet à l’État de diversifier ses sources de financement (jusqu’alors de gros banquiers) en faisant appel aux épargnants.
La pensée économique est quant à elle stimulée par les questions monétaires, en particulier la hausse des prix. Pour Jehan de Malestroit, c’est la baisse de la teneur en argent des pièces qui explique la dépréciation monétaire : la valeur intrinsèque du métal baissant, son pouvoir d’achat se réduit. Jean Bodin lui répond en initiant la théorie quantitative de la monnaie : c’est l’afflux de métaux précieux des Amériques, par l’intermédiaire de l'Espagne, qui, permettant une émission supplémentaire de monnaie, entraîne une montée des prix (inflation par l’émission monétaire). Ces débats contribuent à l’apparition d’une pensée économique laïque : le mercantilisme.

### AuXVIIesiècle
Dans cette époque, l'Europe connaît de graves problèmes démographiques et surtout, des crises démographiques. Néanmoins on estime que ce siècle marque le début d'un processus de croissance économique, bien que celle-ci soit très réduite (aux alentours de 0,1 %).
Sous Louis XIV, la politique économique de Colbert est favorable à la création des premières manufactures (manufacture des Glaces, manufacture des Gobelins, manufacture de Sèvres). Les routes sont réaménagées ce qui favorise le commerce. Colbert fut en quelque sorte l'instigateur de la "qualité totale". Les manufactures précédemment citées fournissaient exclusivement le roi, mais en échange devaient respecter des critères particulièrement poussés. Par exemple, il y avait 317 règles pour teindre un drap fourni au roi. Cela a favorisé par la suite les échanges de la France, notamment dans le secteur du luxe ou des produits de bonne qualité.
Cependant, le peuple, majoritairement agricole, ne tire guère profit de ces changements : les guerres menées à partir des années 1670 ayant pour conséquences d'accroître les impôts. À cela s'ajoutent les aléas climatiques (hiver de 1693 et de 1709).
Sous l'influence des premiers économistes, à l'instar de Antoine de Montchrétien et plus tard de Pierre de Boisguilbert, des penseurs s'interrogent sur le rôle économique joué par l'État, recherchant, par exemple, une limitation ou la meilleure répartition des impôts entre les contribuables, non sans exaspérer le pouvoir royal. Ainsi, le projet de la Dîme Royale rédigé en 1706 par Vauban — d'après les préceptes de Boisguilbert — sera mis au pilon et vaudra à l'architecte sa disgrâce.
Sur le plan financier, la France connaît régulièrement une dette publique très élevée du fait des guerres menées par le Roi Soleil. En outre, les richesses du royaume ne profitent qu'à une minorité de personnes, dont Mazarin (fortune de 35 millions de livres au passif à sa mort), Abel Servien, Nicolas Fouquet ainsi que Colbert.

### AuXVIIIesiècle

#### Des changements agricoles
Le système de la propriété commune et de l'open field (champs ouverts) implique de nombreuses contraintes : la principale est le respect de l'assolement triennal et de son calendrier décidé par la communauté villageoise. S'y ajoutent des charges collectives et un droit de vaine pâture. L'Angleterre met fin à ce système qu'elle juge improductif et nuisible à l'innovation pour développer la propriété individuelle et les enclosures. Certaines régions françaises du Sud pratiquent un système biennal (la terre est au repos une année sur deux) encore moins productif, tandis qu'à l'Ouest certains paysans cultivent jusqu'à épuisement total de la terre. Les rendements restent en moyenne très faibles : de 4 à 5 grains récoltés pour 1 grain semé, ce qui implique qu'un quart ou un cinquième des récoltes ne peut pas être consommé. Les prairies sont rares ainsi que les terres fourragères, et la faiblesse de l'élevage se traduit par un manque de fumure, rendant indispensable la jachère pour reconstituer la fertilité des sols. Le volume des récoltes et les prix agricoles sont soumis aux aléas climatiques, et donc à de brutales fluctuations aux conséquences sociales importantes.
Toutefois le modèle de l'Angleterre inspire l'élite française et suscite un engouement pour l'agronomie, mais qui n'est pas nécessairement suivi par les paysans. La critique de l'open field ne débouche pas sur la systématisation des enclosures du fait de la résistance populaire. Une politique fiscale en faveur du défrichement est mise en place. D'après Jean-Claude Toutain, le pays connait entre 1700 et 1780 une amélioration d'un tiers des rendements agricoles, ce qui se traduirait par une hausse de 60 % de la production sur l'ensemble du siècle. Le rythme annuel moyen de la croissance agricole serait de l'ordre de 0,3 % dans la première moitié du siècle, et de 1,4 % dans le dernier tiers.
L'essor démographique du XVIIIe siècle, qui voit la population passer d'environ 21 millions d'habitants au début à environ 28 millions à la veille de la Révolution est un signe évident des progrès agricoles. Jusque vers le milieu du XVIIIe siècle, c'est toujours sur d'importantes disettes que s'est heurté la croissance démographique, les famines concordant avec les pointes de mortalité. Dans la seconde moitié du siècle, si l'on voit encore des disettes se produire, elles sont plus courtes et plus localisées et n'ont rien à voir avec les famines du siècle précédent. La réduction de l'amplitude de la fluctuation des prix agricoles lors des crises atteste de ces progrès.
L'agriculture reste toutefois largement sous productive : à la veille de la Révolution française, le rendement moyen reste autour de 5 grains pour 1 semé, tandis qu'il est en Angleterre de 12 pour 1. Voltaire note : « On écrivit des choses utiles sur l'agriculture ; tout le monde les lut, excepté les laboureurs.»
En 1774, Turgot promulgue l'édit de- libéralisation du commerce des grains, retirant à la police urbaine son rôle de contrôle et sa mission d'assurer le respect du « pacte de subsistance » entre le roi et le peuple. Celle-ci est immédiatement suivie par une hausse des prix des grains et donc du pain, en partie du fait des  mauvaises récoltes des étés 1773 - 1774. On dénonce alors un « pacte de famine » entre le roi Louis XV et les spéculateurs. Une vague d'émeutes s'ensuit d'avril à mai 1775 dans les parties nord, est et ouest du royaume de France. La « guerre des farines », révolte singulière par son échelle, fut réprimée par la troupe, tandis que Turgot revenait sur la libéralisation, en opérant un retour au contrôle des prix du blé (avant le retour de l'abondance). Cette libéralisation apparaît ainsi comme contraire à l'« économie morale », rupture par rapport au principe qui exige du roi de veiller à la sécurité de ses sujets et à leur approvisionnement en denrées.

#### Les prémices d’un décollage industriel
Contrairement à la situation en Angleterre, aucun secteur industriel n’est prépondérant en France. La production textile est diversifiée : la laine est dominante, mais les industries du lin et de la soie sont également importantes. D’autres secteurs comme le bâtiment et les industries alimentaires (les sucreries de Bordeaux, par exemple) ont une importance semblable à celle du textile. La métallurgie, elle, reste peu développée. Sur le plan géographique, ces industries sont relativement dispersées. Les concentrations, comme celle de la soie à Lyon, restent rares, malgré l'existence de spécialisations régionales.
Dans les villes, l'artisanat est le fait des corporations, c’est-à-dire d’organisations gérant l’ensemble de la production d’un type de bien dans une ville. Avec l’État, elles règlementent de façon stricte l’activité qui les concerne, regroupant en leur sein employeurs, ouvriers et apprentis. Elles luttent contre le développement du capitalisme et l'émergence de l'industrie moderne afin de protéger leurs métiers. Turgot tente, en vain, de les supprimer en 1776.
Elles sont toutefois concurrencées par les manufactures héritées de Jean-Baptiste Colbert, qui réunissent déjà souvent plusieurs centaines d’ouvriers. Elles peuvent être publiques, ou privées avec un privilège royal, mais font aussi l'objet d'une réglementation contraignante . Dans ce contexte, rares sont les industries faisant preuve de dynamisme et laissant apparaître les premiers entrepreneurs célèbres, à l’image de Christophe-Philippe Oberkampf dont la fabrique de toile à Jouy-en-Josas regroupe environ 900 ouvriers en 1774.
Hors des villes, l’activité industrielle rurale tient une place déterminante et croissante, grâce au développement du domestic system. Profitant de la main-d'œuvre parfois oisive des campagnes, et cherchant à échapper à la réglementation des villes, les négociants organisent l’approvisionnement en matières premières des ouvriers ruraux, puis gèrent la distribution, sans participer à la production proprement dite. À Sedan, par exemple, les négociants drainent des campagnes avoisinantes la production d’environ 10 000 villageois. D’autres industries sont rurales pour des raisons techniques : ainsi les papeteries ont besoin de cours d'eau, la métallurgie de forêts.
Bien que moins marqués qu’en Angleterre, les premiers signes de la Révolution industrielle sont visibles à la fin du siècle. Les innovations textiles anglaises se diffusent lentement, et les progrès dans la teinture sur toile dans l’usine d’Oberkampf ou dans l’est de la France sont importants. Dans la métallurgie, les Wendel se lancent dans l’aventure du Creusot, avec l’assistance technique de l’Anglais Wilkinson. Ils importent d’Angleterre le principe de la fonte au coke. Enfin dans le secteur charbonnier se développent des entreprises importantes au vu de leurs effectifs (la Compagnie des mines d'Anzin fait travailler 3 000 personnes en 1789) et de la modernité des moyens techniques utilisés (machines à vapeur pour pomper l’eau des mines).
Finalement la croissance industrielle française reste, sur la majeure partie du XVIIIe siècle, supérieure à celle de l’Angleterre (cette dernière connaît une forte accélération vers 1780).

#### Essor du commerce extérieur et la finance

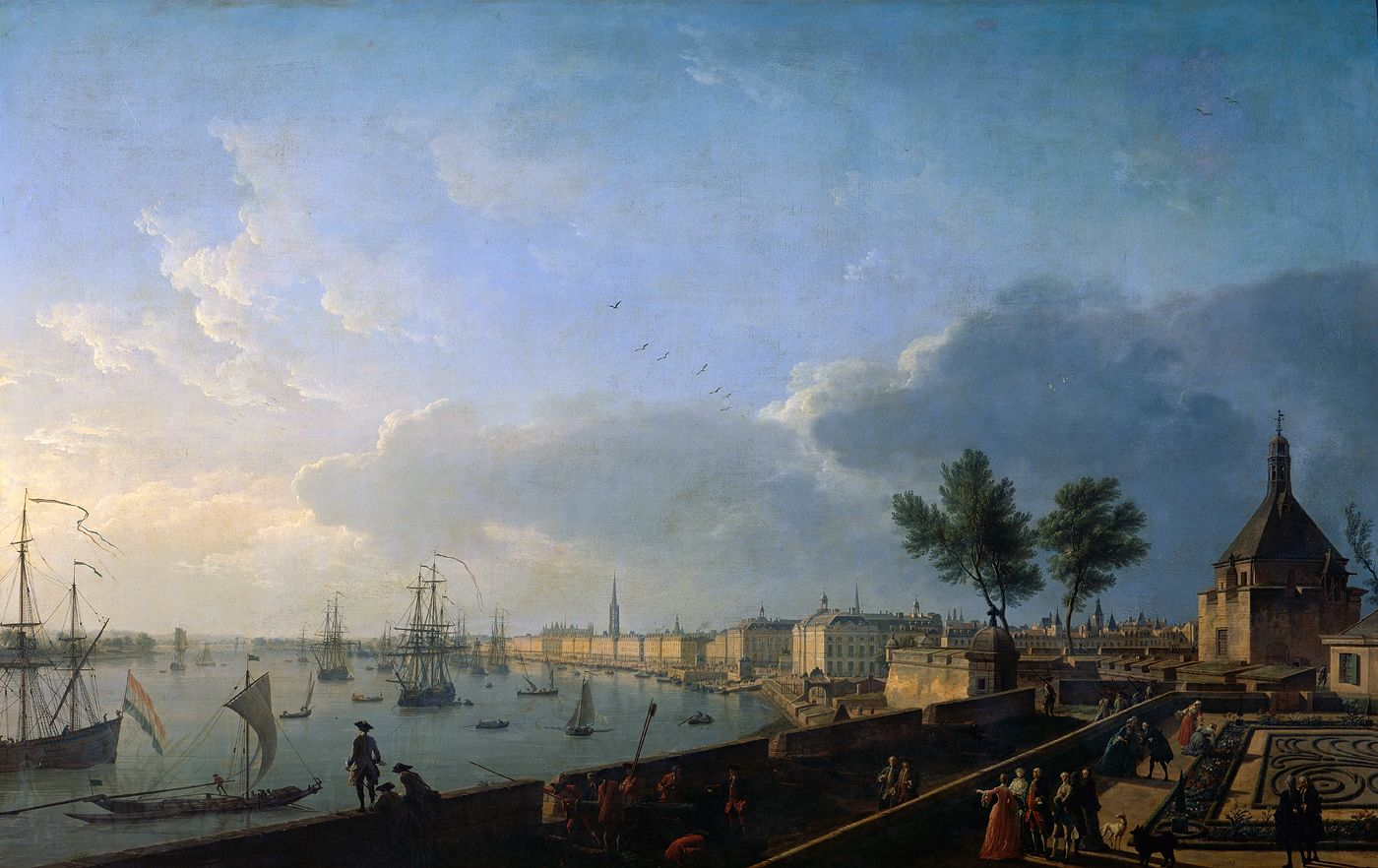
Le port de Bordeaux en 1759, par Joseph Vernet.

Le commerce extérieur de la France connaît un important essor au XVIIIe siècle. Entre 1716-1720 et 1740-1788 sa valeur a quintuplé, ce qui du fait de la variation des prix doit représenter un doublement en volume. Cette expansion a été forte dans la première moitié du siècle (à un rythme d’environ 3 % par an) puis plus mesuré par la suite (1 %). En revanche, la croissance des importations a été plus rapide que celle des exportations, amenant un déficit commercial à la fin de l’Ancien régime. En terme relatif, la part du commerce français dans le commerce mondial était la moitié de celle du commerce anglais en 1720 (respectivement 8 et 15 %) tandis qu’elle l’égalise en 1780 (12 % pour les deux pays). Le taux d’ouverture de l’économie (ratio exportation/PIB) a fluctué, passant de 8 % en 1720, à 12 % en 1750, avant de décroître à 10 % en 1780. La nature des produits échangés fait apparaître la France comme un pays relativement industrialisé : exportant des produits manufacturés, important des matières premières.
Une part importante du commerce français se fait avec le Levant, mais aussi avec les colonies issues des conquêtes de l'Ancien Régime, et ce malgré la dislocation du premier empire colonial par le Traité de Paris de 1763. Le sucre, le café, l’indigo et le coton sont les productions principales des Antilles françaises qui sont en pleine expansion, comme l'atteste la multiplication des esclaves dans ces régions : entre la fin du XVIIe siècle et 1789, le nombre d’esclaves aux Antilles françaises passe de 40 000 à 500 000. Si la traite française est moins importante que celle organisée par les Anglais et les Portugais, elle participe toutefois au développement de certains grands ports comme Nantes, La Rochelle, Bordeaux ou Le Havre. Ces deux ports assurent le commerce avec les Antilles et les réexportations vers les autres pays européens, tandis qu’en Méditerranée, Marseille se développe grâce à l’Italie, l’Espagne, et le Levant.
Au début du siècle, la régence de Philippe d'Orléans est marquée par l’introduction du billet de banque par l’Anglais John Law, mais le système de Law subit une spéculation et discrédite pour longtemps l’émission de monnaie fiduciaire en France. De façon globale, la finance est un des principaux problèmes de l’État au XVIIIe, il occasionne des velléités de réformes, souhaitées pas des hommes comme Vauban (dans son Projet de dîme royale en 1707, il souhaite imposer tous les revenus, noblesse compris), Turgot ou Necker, mais auxquelles s'oppose l'ordre établi. Le soutien aux insurgés d'Amérique ne fait qu'accroître les difficultés financières.

### De la Révolution à l’Empire

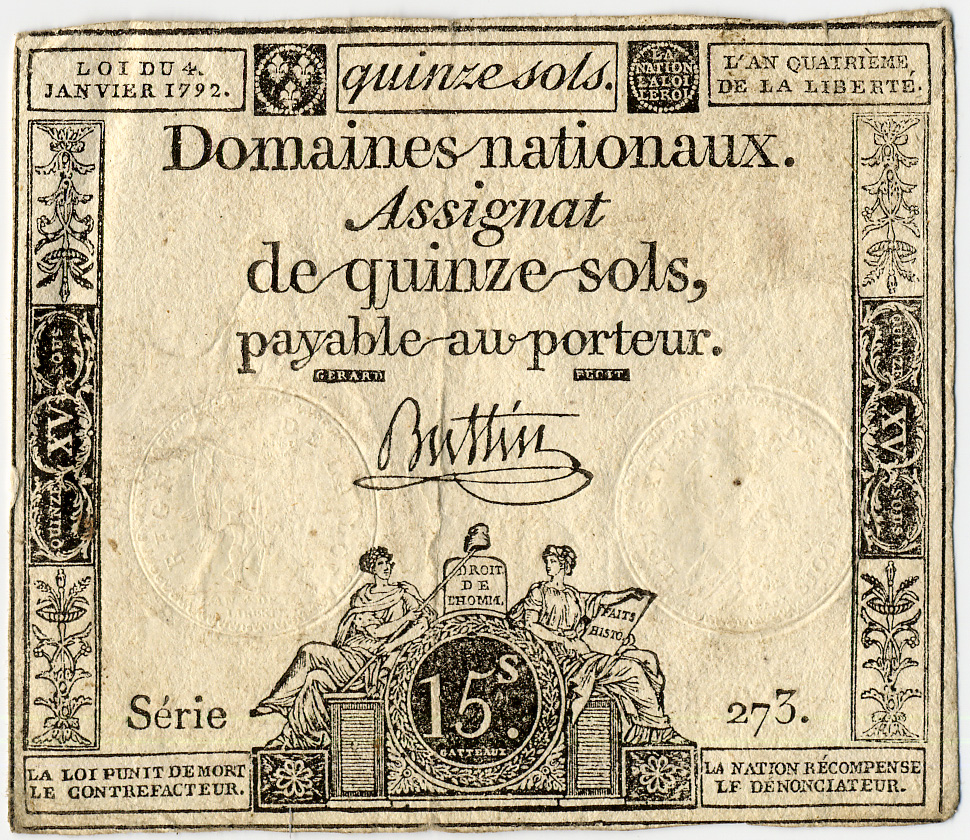
Un assignat, symbole de l'instabilité économique durant la Révolution

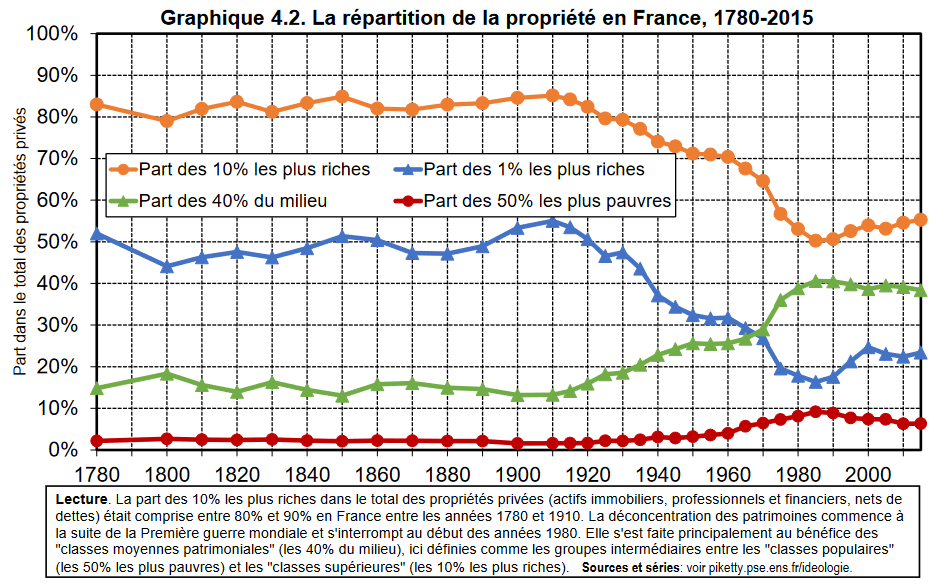
Évolution de la répartition de la propriété en France, cela inclut les actifs immobiliers, professionnels et financiers, nets de dettes.

Sur la période 1789-1815, la France se fait durablement distancer par son voisin d'outre-Manche. Alors que l'Angleterre connaît ce que Walt Whitman Rostow appelle son take-off, un décollage industriel vigoureux sur une vingtaine d'années, la France subit une période de ralentissement de son développement économique, malgré un changement de régime favorable à la bourgeoisie.

## De 1815 à 1945

### Considérations générales sur l'industrialisation française
Parmi les grandes nations industrielles du XIXe siècle, la France tient une place particulière. Son démarrage industriel est un des plus précoces, après celui du Royaume-Uni, mais il n'a jamais été aussi net que dans les autres pays, ce qui explique que malgré son avance, l'industrie française se place derrière celles des États-Unis et de l'Allemagne à la fin du siècle. Un signe net de cette évolution originale est la longue progression absolue du nombre d'agriculteurs.
De fait, les historiens ont longtemps attribué à la France un rythme lent d’industrialisation. La mise en rapport de la croissance industrielle et de la faible croissance démographique nuance fortement ce pessimisme : en 1860, la production manufacturière par habitant de la France n’est dépassée en Europe que, très largement, par celle du Royaume-Uni, et dans une moindre mesure par celle de la Belgique et de la Suisse. Elle est alors semblable à celle des États-Unis  et encore nettement devant celle de l'Allemagne. Toutefois, à partir des années 1860, celle-ci commence un rattrapage rapide et dans les années 1880 sa production manufacturière par habitant passe devant celle de la France.
Cette croissance est aussi irrégulière, mais il s'agit là d'un phénomène commun aux nations industrielles. Les cycles économiques sont observés assez tôt : Clément Juglar remarque en 1861 une périodicité d'entre 7 et 10 ans dans le mouvement des affaires. Ces fluctuations s'insèrent elles-mêmes dans des cycles plus longs, d'une durée d'un demi-siècle et comprenant une phase de prospérité et une de ralentissement, remarqués par Nikolaï Kondratiev. L'interprétation la plus célèbre de ces crises est celle de Joseph Schumpeter. Selon lui, des grappes d'innovation en début de période de prospérité sont synonymes de rentes temporaires pour les entreprises qui s'empressent d'emprunter pour en profiter, stimulant ainsi la création monétaire et l'ensemble de l'activité. Dans un second temps, les innovations s'étant généralisées, les entreprises ne recourent plus au crédit et la masse monétaire cesse de croître, l'activité est réduite tandis que les prix tendent à baisser.

### Démarrage industriel

#### Handicaps et avantages à la veille du décollage industriel
Au début du XIXe siècle, la France souffre d’un certain nombre de handicaps qui l’empêchent de connaître une croissance économique comparable à celle du Royaume-Uni.
Du côté de la demande, la faiblesse de l’essor démographique, en comparaison d’autres pays d’Europe, réduit les débouchés intérieurs, tandis que sur le plan extérieur, la domination britannique des mers nuit temporairement au commerce. La France ne parvient pas à être compétitive dans les industries du moment (les cotonnades) et doit se concentrer sur les exportations pour lesquelles l’importance de la qualité lui confère parfois un avantage hors-prix : sa tradition industrielle a doté le pays d’une main-d’œuvre qualifiée.
L’effort de l’Angleterre pour maintenir sa primauté technologique, qui prend la forme jusqu’en 1843 d’une interdiction de sortie des machines, profite à la France. Malgré cette interdiction, les transferts de technologies sont permis par le passage de machines en pièces détachées, la venue de techniciens anglais, et par l'observation d'industriels français, tandis que globalement le pays est contraint de développer sa propre industrie mécanique, évitant ainsi une dépendance technologique à terme.
L’industrie souffre d'un manque structurel de charbon : la consommation française de charbon entre 1820 et 1860 fait plus que décupler, la production n’est multipliée que par 8, ce qui se traduit par une multiplication par 22 des importations de cette matière première. Le problème du charbon est aussi lié à l’insuffisance des réseaux de transport qui renchérit son coût : il est extrait dans le Nord et voyage difficilement jusqu’à l’industrie métallurgique du Massif central.
Le pays ne souffre pas d'un manque de capitaux. En 1860, les banques françaises accumulent des dépôts encore 50 fois inférieurs à ceux de la Grande-Bretagne. Toutefois, l'autofinancement suffit à l'essor de l'industrie textile (de petits investissements  permettent d'importants rendements qui peuvent être réinvestis) tandis que la « haute banque » assure le financement d'infrastructures plus coûteuses (mines, canaux, plus tard les chemins de fer). La Bourse de Paris, installée dans de nouveaux locaux, le palais Brongniart, en 1826, connaît un essor important : de 1816 à 1830, elle émet 187 millions de francs d'actions, puis 975 millions entre 1831 et 1848 .

#### Progrès agricoles
L’économie de la France du XIXe siècle reste dominée par l’agriculture, tandis que le peuplement du pays demeure essentiellement rural. L’histoire quantitative montre que l’agriculture française connaît entre 1820 et 1870 une croissance qui, du point de vue historique, n’est dépassée que par celle des lendemains de la Seconde Guerre mondiale. Le taux de croissance annuel moyen du produit agricole sur cette période atteint 1,2 %. La superficie exploitée s’accroît avec l’extension de la culture de la betterave, de cultures fourragères ou plus généralement au recul de la jachère. Quelques innovations comme les premières batteuses, le remplacement des faucilles par des faux et la progression de la pomme de terre contribuent aussi à cette prospérité.
De façon générale, ces progrès contribuent à une élévation du pouvoir d'achat qui stimule l’essor des industries de biens de consommation. Ils participent à la réduction des crises dites d' « ancien régime » dans lesquelles une crise agricole se répercute sur l’industrie.
Il est notable que nombre d’historiens de l’économie, comme Paul Bairoch ou Walt Whitman Rostow, font de la « révolution agricole » une étape du développement et une condition du décollage industriel.

#### Démarrage de l’industrie sous la monarchie

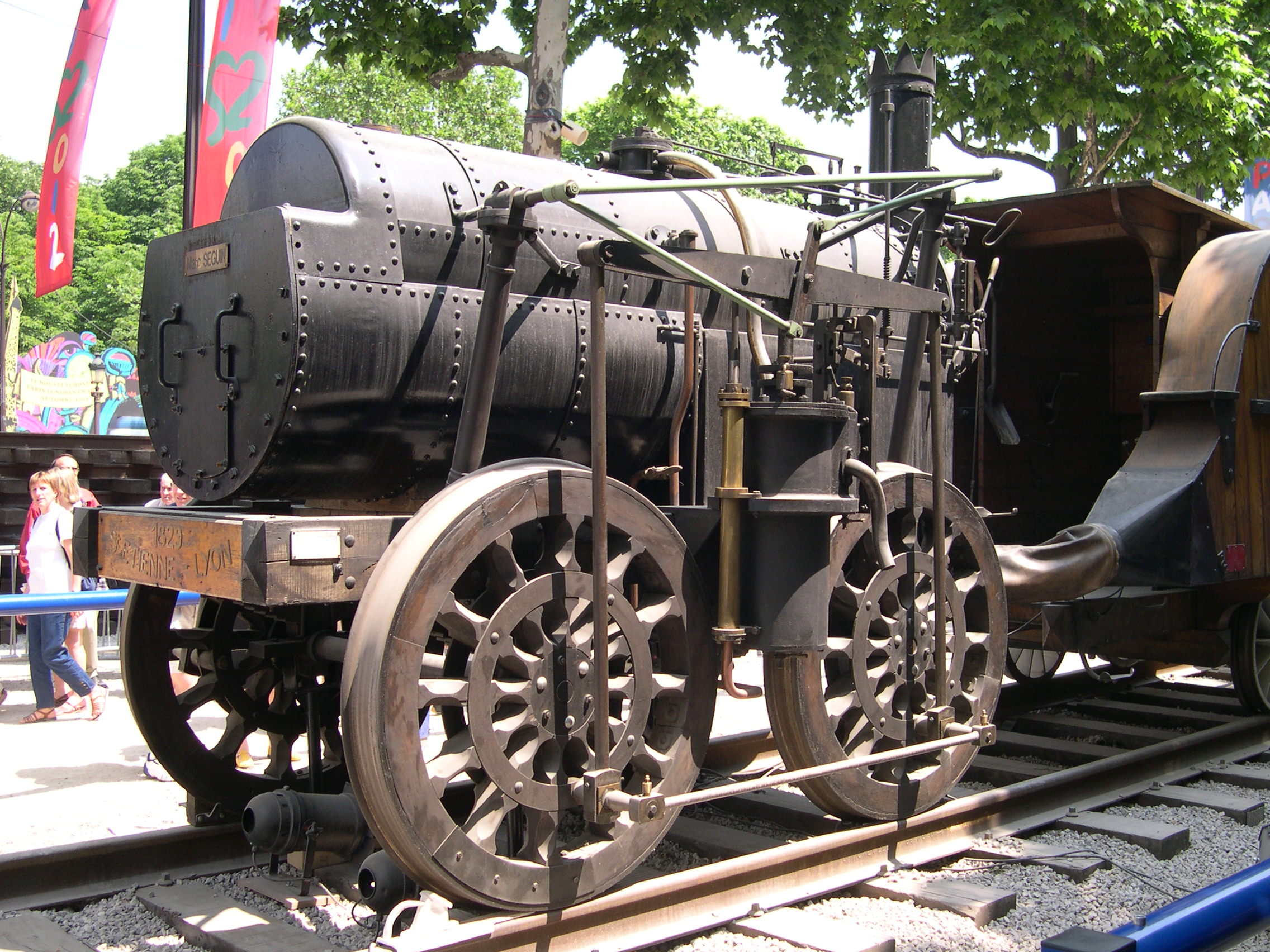
Une locomotive de Marc Seguin, ingénieur français et collaborateur de l'anglais George Stephenson

S’ajoute au progrès agricole un autre facteur favorable au décollage de l’industrie : le développement des transports. Le réseau traditionnel (qui exclut les chemins de fer) fait plus que tripler entre 1815 et 1848, avec le creusement de canaux pour assurer l’approvisionnement des industries et le développement du réseau routier. Entre 1800 et 1850, le coût du transport routier est presque divisé par deux.
C’est entre 1820 et 1840 que Walt Whitman Rostow situe le décollage français. En effet, sur la période 1815-1848, l’industrialisation du pays connaît une forte accélération. En 1815, la France produisait environ 120 000 tonnes de fonte, essentiellement au bois, production qui monte à 450 000 tonnes en 1848, dont environ la moitié au coke. La première ligne de chemin de fer est ouverte en 1832, et le réseau atteint 3 000 km en 1850. Entre 1790 et 1820, la production de houille était difficilement passée de 0,8 million de tonnes à 1,1 million, soit un accroissement de 37 % sur une période de trente ans. Sur les trente années qui suivent, cette production monte à 5 millions de tonnes, soit un accroissement de 350 % . Dans le textile, le nombre de broches à filer le coton quadruple entre 1815 et 1848.
Si ces performances font de la France la seconde grande puissance à connaître le décollage industriel, elles ne permettent pas de rattraper le Royaume-Uni : la production française de houille en 1850 est semblable à celle britannique de 1790 .

#### La Deuxième République et le Second Empire
Dans le domaine économique et social, les résultats de Napoléon III, inspiré par Saint-Simon et ses disciples ainsi que par son exil de jeunesse en Grande-Bretagne, sont sans doute meilleurs que ceux de son oncle, qui avait assuré à la France un État et une administration solides. Jacques Marseille note : « Le soin de la plier aux exigences et aux contraintes de la révolution industrielle devait échoir à Napoléon III. De quoi le rendre moins populaire que son oncle, tant il est difficile, en France, de préférer le marché à l’État. »
De fait, les années 1850 et 1860 sont l’occasion d’une réelle prospérité économique.
Sur le plan financier, Napoléon bénéficie de la conjoncture : la découverte d'or en Californie et en Australie. La part importante de cet or qui finit en France permet l’essor monétaire, qui stimule les affaires. Par ailleurs se met en place à cette époque le réseau des banques d’affaires : les frères Pereire lancent un système de financement des entreprises par obligations qui, malgré la faillite de la banque en 1867, influence le reste du secteur, où les Rothschild conservent leur forte position. Autre banque à fournir des crédits à long terme, le Crédit foncier est créé en 1852. Le réseau des banques de dépôt apparaît aussi à l’époque : le Crédit industriel et commercial (1859), le Crédit lyonnais (1863) la Société générale (1864). Ces banques permettent de drainer l’argent des petits épargnants. La distinction nette des banques de dépôts et des banques d’affaires ne se fera que progressivement, à l’initiative d'Henri Germain, fondateur du Crédit lyonnais, afin d’assurer la stabilité du système bancaire. Elle consiste à ne pas prêter à long terme l’épargne de court terme.
Le Second Empire assouplit aussi la législation sur la création des entreprises : la création de sociétés anonymes est totalement libre en 1867, après une libéralisation partielle dès 1863.

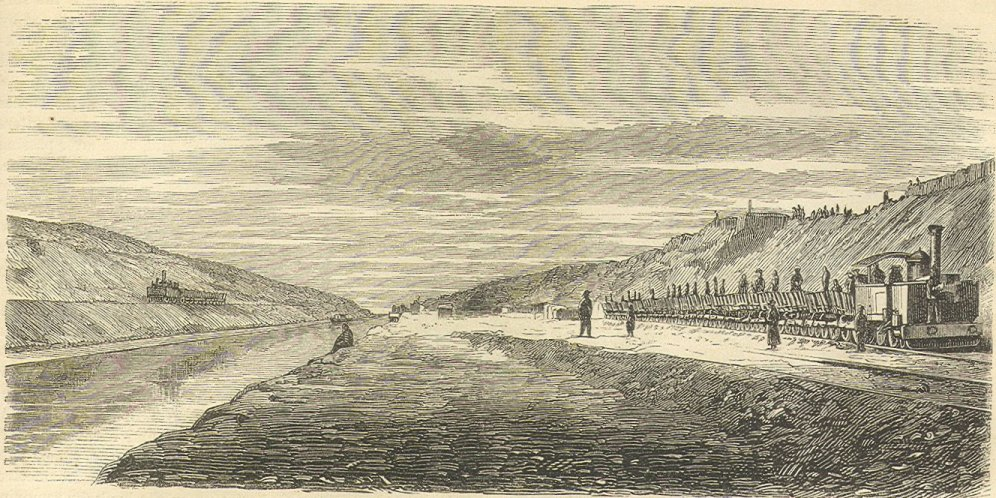
Le canal de Suez en construction, une réalisation économique majeure du Second Empire

Les travaux publics mis en place par le Second Empire sont très importants. Le réseau de chemin de fer passe de 3 000 km en 1850 à 17 500 km en 1870. Napoléon III encourage la réalisation du canal de Suez, inauguré en 1869, qui révolutionne les transports maritimes entre l’Europe et l’océan indien. L’essor des chemins de fer stimule directement l'industrie sidérurgique. Les travaux publics comprennent aussi l’entière rénovation de Paris par le baron Haussmann, ainsi que d’autres villes comme Lyon.
Napoléon III est aussi convaincu des vertus du libre-échange : il confie à Michel Chevalier le soin de négocier secrètement avec Richard Cobden un accord commercial entre la France et le Royaume-Uni. Celui-ci, signé en 1860, est qualifié de « coup d'État commercial » par les industriels français qui craignent d’être coulés par la compétitivité de l’économie britannique. Pourtant le traité provoque la multiplication des accords de libre-échange entre les différentes nations européennes, créant, du fait de la clause de la nation la plus favorisée, une première ère relative de libre-échange sur le continent. Toujours à l’échelle européenne, Napoléon III rêve d’une union monétaire qui aboutit à la création du l’Union monétaire latine.
Enfin, Napoléon III met en place une réelle politique sociale : il accorde le droit de grève en 1864, se prononce en faveur de la suppression du livret d'ouvrier, et au début de l'année 1870 souhaite mettre en place un système de retraite ouvrier, qu'il avait toujours encouragé. Cette idée n'aboutit pas mais elle est reprise 75 ans plus tard. Le prolétariat découvre le droit de grève, la bourgeoisie les grands magasins : Aristide Boucicaut crée Le Bon Marché en 1852. Cette première est suivie par l'apparition d'enseignes célèbres : Au Printemps (1865), La Samaritaine (1869).

### La Troisième République

#### La guerre de 1870 et la crise de 1873-1896
Une importante crise économique survient de 1873 à 1896 ; la période est alors appelée la Grande Dépression.

#### La «Belle Époque»

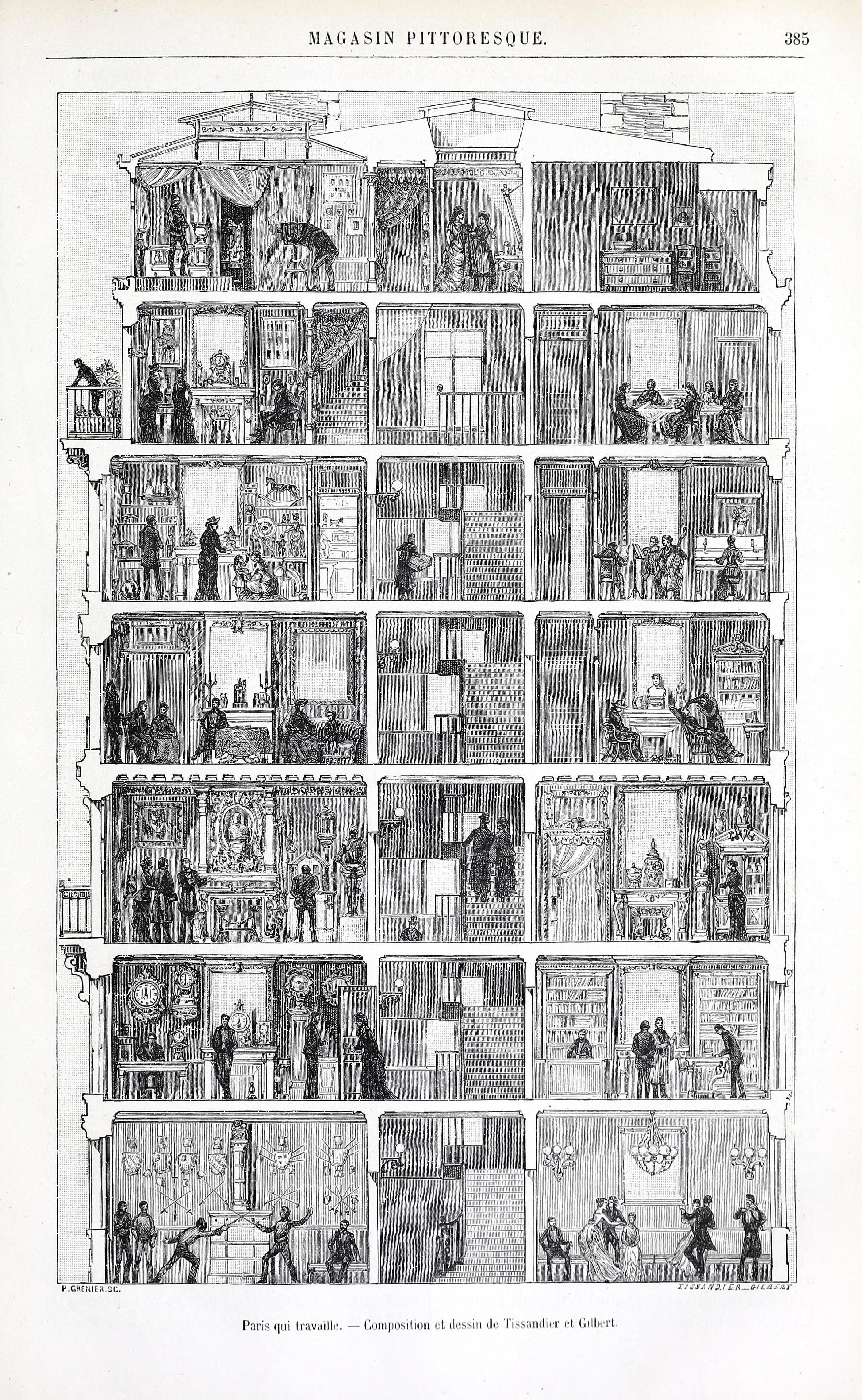
« Paris qui travaille » : coupe d'immeuble parisien sur gravure parue dans Le Magasin pittoresque, 1883

À la suite de la dépression, la France connaît jusqu'à la Première Guerre mondiale une période alors inédite de croissance, qui sera a posteriori qualifiée de « Belle Époque » aux lendemains de la Grande Guerre.
Le retournement de la tendance économique est difficile à dater avec précision, la date de 1896 est généralement retenue parce qu'elle correspond au retour de la hausse des prix. Ainsi d'après Jean-Jacques Carré, Paul Dubois et Edmond Malinvaud, le rythme de croissance (taux annuel moyen) du produit industriel passe de 1,6 % sur la période 1870-1896 à 2,4 % sur la période 1896-1913.
L'essor industriel est en partie liée aux innovations technologiques, dont l'exemple par excellence est l'automobile, secteur apparu au tournant des deux siècles et pour lequel la France devient le second producteur mondial. Si c'est à cette époque qu'apparaissent les grands noms de cette industrie comme Peugeot, Berliet ou Renault, le secteur reste très dispersé : on compte ainsi 155 constructeurs automobiles en 1914. Si l'innovation date du début de la période, c'est à la fin qu'elle connaît son véritable boum : 45 000 automobiles sont produites par an alors que seules 107 000 sont immatriculées. La France développe aussi précocement d'autres industries nouvelles, comme l'aéronautique ou le cinéma.
Parmi les secteurs industriels encore récents, l'électricité connaît aussi un essor important à cette époque : sa consommation est multipliée par cinq entre 1900 et 1913. Liées à l’électricité, se développent d'ailleurs certaines industries métallurgiques (l'aluminium, dont la production décuple entre 1900 et 1913) et chimiques. Les industries traditionnelles profitent aussi de la conjoncture : la métallurgie voit ses débouchés élargis par les nouvelles industries et se développe particulièrement en Lorraine.
Signes du dynamisme économique, les expositions universelles de 1889 et de 1900 mettent l'économie française à l'honneur. La réalisation de la tour Eiffel à l'occasion de celle de 1889 n'est qu'une des nombreuses manifestations des évolutions que peut connaître une ville comme Paris à l'époque : l'électricité, les bus, les automobiles (et en particulier les taxis) apparaissent à cette époque.
L'agriculture, secteur où la croissance passe d'après J.-C. Toutain d'un taux annuel moyen de 0,1 % entre 1860 et 1890 à un taux de 0,9 % entre 1890 et 1913, profite aussi de l'expansion économique.

#### D’une guerre à l’autre
Les années 1920 furent une période de diversification de la production et d'intensification et de rationalisation de l'effort d'investissement dans l'industrie. Grâce à la dépréciation du franc, les exportations s'accroissent, en particulier de 42 % en volume entre 1923 et 1927. Les positions acquises à l'exportation sont cependant temporaires, et lorsque le franc se stabilise à la fin des années 1920, certains nouveaux marchés ne peuvent pas être conservés (automobile, soierie). Une modification structurelle des exportations s'esquisse, avec une chute des produits de luxe, produits qui ne sont pas réellement industriels, au profit de produits manufacturés issus de procédés de fabrication fortement capitalistiques.
La France doit rembourser une dette colossale aux États-Unis, mais compte pour cela sur les lourdes réparations de guerre qu'elle a imposées à l’Allemagne vaincue. Les coûts de reconstruction dans le Nord-Est du pays sont considérables. Cependant, le flux monétaire de la France vers l’Allemagne creuse mécaniquement le déficit commercial, et le franc chute. Ce n’est qu’avec le franc Poincaré en 1926 que la débâcle du franc – également liée à des facteurs psychologiques —, est arrêtée. Partagé entre le souhait de revenir à la parité d'avant-guerre (pour ne pas appauvrir les classes moyennes), et la volonté de ne pas compromettre le développement des échanges extérieurs, le Gouvernement fixe finalement en juin 1928, par une loi, la valeur-or du franc à un niveau correspondant à une division par 5 du franc d'avant-guerre, rompant la solidarité monétaire avec les autres pays anglo-saxons. Les autorités monétaires françaises convertissent une partie importante de leurs devises en or, créant un appel d’air mondial contribuant à obliger l’Angleterre à rompre la convertibilité-or de la livre en décembre 1931. La sous-évaluation du franc créa un îlot de prospérité en France jusqu’en 1931, mais aggrava les difficultés des autres pays industriels. À partir de 1931 et des dévaluations pratiquées par les autres pays, les exportations chutent, la production française baisse, le chômage monte. Après deux années de récession, la France restera dans un « état végétatif » jusqu’en 1935, en raison de mauvaises politiques économiques. La crise est essentiellement une crise de l'investissement et de l'épargne, provoquée par la chute des profits, elle-même engendrée par la baisse des prix (l'indice des prix industriels baisse de 25 % entre 1931 et 1935). La France est dans une période de « déflation profonde » que la politique gouvernementale renforcera. La crise frappe très différemment les travailleurs des secteurs exposés (soumis à la concurrence internationale), et la population protégée (fonctionnaires, retraités…) ; cependant, sur toute la période, le chômage n’atteignit jamais les niveaux allemand ou britannique.
Obstinés à conserver identique la valeur du franc (une dévaluation est politiquement impossible), et donc la parité surévaluée vis-à-vis des autres monnaies (la livre en particulier), les gouvernements réduisent fortement les dépenses de l’État et imposent des diminutions des tarifs des loyers, dans l’espoir vain que la baisse de la demande provoquera une baisse des prix suffisante pour rétablir la compétitivité-prix. Simultanément, les gouvernements mènent une politique malthusienne, contradictoire avec la précédente, en venant au secours des entreprises en difficulté qu’ils ne pouvaient se permettre de laisser s’effondrer (naissance, par regroupement, de Air France en 1931 et de la SNCF en 1937…), et en favorisant les ententes entre entreprises ; ces ententes éloignent le risque de faillite, mais limitent l'ampleur de la déflation voulue et ponctionnent les revenus des consommateurs. L’entre-deux-guerres se caractérise par l'absence de tout effort systématique de la part de l’État pour gérer de manière cohérente les nouvelles recettes qu’il prélève sur l’économie. L’interventionnisme de l’État (dans le secteur de l’énergie et dans celui des transports), qui naît sous des gouvernements de droite, son action pour contrôler ou soutenir certains prix, ne s’inscrivent dans aucun plan d’ensemble.
Puis le Front populaire arrive au pouvoir, imposant la semaine des 40 heures qui n’améliore pas la situation ; cette loi ôte à la production toute son élasticité, ce qui obère les chances de réussite de la politique de relance par la consommation que mène simultanément le Gouvernement Blum ; les prix ré-augmentent et la production industrielle stagne, malgré une dévaluation du franc (- 29 % en septembre 1936) : la France est en stagflation.
Le véritable redressement se fera dans les derniers mois de 1938 lorsque le Gouvernement se décide à de fortes dévaluations du franc (en mai 1938, le franc vaut 36 % de sa valeur de 1928), et que le nouveau Gouvernement (3e et 4e Gouvernement Daladier) mène une politique économique libérale qui accroît le potentiel de production, par une politique de l'offre qui encourage l'investissement privé, assouplit la Loi de 40 heures, libère les prix, favorise fiscalement l'investissement, transfère des dépenses de travaux publics vers des dépenses d'armement. Le redressement est spectaculaire, la production augmentant de 15 % entre novembre 38 et juin 1939, l'inflation étant stoppée et le franc stabilisé.
La relation de cette période est publiée par l'un de ses acteurs, Alfred Sauvy en un épais ouvrage (3 tomes) publié en 1965.

## Après 1945
La reconstruction se fait peu à peu, et la confiance dans l’avenir revient ; avec le pic de natalité (commencé dès 1942) la France retrouve une natalité forte.
Le rattrapage technologique des Trente Glorieuses se fait grâce en particulier à une forte augmentation des heures travaillées.

### La reconstruction et l’État-providence
Il faudra de nombreuses années pour réparer les lourdes pertes matérielles – combats et bombardements ont détruit villes, usines, ponts, infrastructures ferroviaires. On compte 1 200 000 immeubles détruits ou endommagés.
En 1945, le gouvernement provisoire, présidé par Charles de Gaulle et composé de communistes, de socialistes, de démocrates-chrétiens et de gaullistes, nationalise les secteurs clés de l’économie (énergie, transport aérien, banques de dépôt, assurances) et des grandes entreprises (Renault…), crée la Sécurité sociale et les comités d’entreprise. Un véritable État-providence se met en place. La planification économique est mise en place, avec la création du Commissariat général du Plan en 1946 dont la direction est confiée à Jean Monnet ; le premier « Plan de modernisation et d’équipement », pour la période 1947-1952, concerne les activités de bases (énergie, acier, ciment, transports, matériel agricole) ; le IIe Plan (1954-1957) aura des objectifs élargis : construction de logements, aménagement du territoire, recherche scientifique, industries de transformation,.

### Les Trente Glorieuses
Entre 1947 et 1973 la France connaît une période de forte croissance (en moyenne 5 % par an) que l’économiste Jean Fourastié a, a posteriori, qualifiée de Trente Glorieuses, titre d'un livre publié en 1979. Cette croissance est essentiellement due à des gains de productivité et à des durées de travail très importantes. En effet, la population active ne connaît qu’une faible croissance, le pic de natalité étant pour un temps compensé par l’allongement de la durée des études.
Ces gains dérivent du rattrapage technologique vis-à-vis de la puissance dominante, les États-Unis. Ainsi en 1950, le revenu moyen d’un Français représente à peine plus de la moitié de celui d’un Américain (0,55), il atteint quatre cinquièmes en 1973. La fin du rattrapage coïncide donc avec la fin de la période de forte croissance.
Pour souligner que la période n'est pas celle d'un miracle économique, mais d'un simple rattrapage d'années gâchées, l'historien Jacques Marseille note qu'avec la poursuite de la croissance de la « Belle Époque » le niveau de richesse atteint au début des années 1970 ou au début des années 1980 aurait été semblable à celui effectivement constaté après la forte croissance des Trente glorieuses

#### Transformations socio-économiques: la «révolution invisible»
Pour décrire la profondeur des changements de vie, Fourastié présente au début de son livre deux villages :
Madère est un village de 534 habitants chrétiens, parmi lesquels 279 sont « actifs », les autres étant des jeunes de moins de 14 ans ou des femmes « ménagères ». Une quinzaine de personnes sont retraitées. On peut dénombrer 208 agriculteurs (les trois quarts de la population actives), 27 artisans, une douzaine de commerçants, un nombre comparable d’ouvriers et un peu plus d’« employés ». Les trois quarts de leur consommation sont destinés à leur alimentation, composée pour moitié de pain et de pommes de terre. Pour acheter un poulet, le travailleur moyen de Madère doit travailler 8 heures .
Cessac est un village de 670 habitants. Pour acquérir un poulet, l’habitant de Cessac a besoin de 45 minutes de travail seulement, 11 fois moins que l’habitant de Madère. Bien que la population soit plus importante qu’à Madère, Cessac recense moins d’actifs : ils sont 215. Parmi ces derniers, seuls 53 sont agriculteurs, plus de 100 ont des activités de services .
On pourrait en conclure que Madère est un village dans un pays « en voie de développement », alors que Cessac est un village de pays riche. En réalité, il s’agit en quelque sorte dans les deux cas du même village, Douelle près de Cahors, analysé à deux moments différents de l'histoire. Madère, c’est Douelle en 1946, alors que Cessac est le Douelle de 1975. Les différences entre les deux résultent d’une « révolution invisible » qui en trente ans a transformé la France .
À l'appui de la thèse de Fourastié, le sociologue et historien français Henri Mendras a qualifié les transformations économiques et géographiques de la France de "Seconde Révolution Française", du nom de son ouvrage. Il montre à quel point la société française a changé rapidement (l'étude de Mendras porte sur la période 1965-1984) mais dans une révolution silencieuse et sans violence. Les principales évolutions économiques décrites sont la « fin des paysans », le déclin relatif du nombre d'ouvriers, qui demeure toutefois important, les prémices de la mondialisation, l'effacement des secteurs primaires et secondaires devant le secteur tertiaire. Mendras note, sur le plan sociologique, la déchristianisation, le développement de l'enseignement, la décentralisation et l'explosion des divorces.

#### Politique économique
La IVe République met en place un système dit d'économie mixte : les grandes entreprises sont, pour beaucoup, nationalisées. L’État domine le secteur bancaire et énergétique ; il est acteur du progrès technologique dans l’aéronautique ou l’informatique (plan Calcul) et du progrès social (la quatrième semaine de congés payés est attribuée par Renault, entreprise publique). Par son contrôle d’un grand nombre d’entreprises et grâce à la planification incitative, il assure les grandes orientations de l’économie. Il encourage aussi la concentration des entreprises françaises afin de créer des « champions nationaux » tels que Saint-Gobain, PSA ou Pechiney-Ugine-Kuhlman.
Tout au long de la période, l'État est aussi l'instigateur des grands travaux d'infrastructures et de logements. Il développe ainsi le réseau électrique et autoroutier, ainsi que les chemins de fer.
L’État espère aussi que l’ouverture extérieure, grâce à la création de la Communauté européenne du charbon et de l'acier (1951) puis de la Communauté économique européenne (1957) poussera, par la contrainte de la concurrence, les entreprises françaises vers la modernisation. Cette politique aboutit à la création d’une zone de libre-échange avec la plupart des pays voisins et à la stimulation de la production agricole grâce à la Politique agricole commune à partir de 1962.
L'inflation est fréquente durant les Trente glorieuses, mais elle n'est que ponctuellement combattue (par Antoine Pinay en 1952 par exemple). Elle constitue une forme de financement de l’économie : en assurant la dépréciation des dettes elle contribue à la faiblesse des taux d’intérêt réels.
L’arrivée de de Gaulle au pouvoir en 1958 se traduit par une libéralisation relative de l’économie : Jacques Rueff est chargé de la mise en place d’un nouveau franc d’une valeur de cent anciens francs et parvient à résoudre les équilibres économiques (déficit budgétaire, inflation…), dont certains sont aggravés par la guerre d'Algérie.
À partir du milieu des années 1960, le gouvernement met en place la législation favorable à une économie de marché financier et libéralise l’activité bancaire. Les lois Debré de 1966 et 1967 annoncent par exemple la fin de la spécialisation bancaire (séparation légale entre banque de dépôt et banques d’affaires) héritée du XIXe siècle.

#### Les principaux secteurs économiques
Les « Trente Glorieuses » sont en France une période de fort déversement sectoriel. En 1946, le secteur primaire emploie 36 % des actifs, le secondaire et le tertiaire chacun 32 %. En 1975, le secteur primaire n’occupe plus que 10 % des actifs, contre 39 % au secondaire et 51 % au secteur tertiaire .
Le recul du nombre des agriculteurs n’est dû qu’à l’augmentation de la productivité : en 1946, 10 travailleurs agricoles nourrissent 55 personnes, contre 260 en 1975 . L’agriculture française est solidement soutenue à partir de 1962 par la mise en place de la politique agricole commune, un système de subvention à la production dont l’objectif est d’assurer l’autosuffisance de l’Europe occidentale sur le plan alimentaire. Une dizaine d’années suffisent à remplir cet objectif[réf. nécessaire]. Vis-à-vis des autres secteurs économiques, l’agriculture est cependant en déclin, la répartition des dépenses des ménages en est la principale cause : l'alimentation représente 44,2 % des dépenses des ménages en 1949, et seulement 25,9 % en 1974.
Sur le plan industriel, les besoins énergétiques de la France s’accroissent énormément durant les Trente Glorieuses, aggravant sa dépendance à l’importation : en 1973 la France importe 75 % de son énergie primaire. Cette dépendance est liée à l’abandon de la politique du charbon à l’orée des années 1960 en faveur du pétrole, alors plus compétitif. Le nucléaire se développe à partir des années 1960 mais reste marginal . Tous les secteurs progressent, mais en terme relatif, c’est l’importance de l’industrie de l’énergie, des biens intermédiaires et d’équipements qui croissent le plus . La démocratisation de l’automobile, puis d’appareils comme les téléviseurs, les réfrigérateurs, et la machine à laver le linge explique cette tendance (cf. tableau ci-dessous).
| Taux d'équipement (en %) | 1960 | 1975 |
| ------------------------ | ---- | ---- |
| Téléviseur               | 10   | 82   |
| Machine à laver          | 22   | 68   |
| Automobile               | 30   | 61   |
| Réfrigérateur            | 22   | 86   |

La structure du commerce extérieur du pays montre un manque de compétitivité de l’industrie française face à ses homologues allemande, américaine ou japonaise : la libéralisation a des effets plus sensibles sur les importations que les exportations.
Le développement des services se fait en particulier dans les branches financières (banques et assurances), la télécommunication et les administrations publiques, dans une moindre mesure le commerce et les transports. En revanche les services domestiques connaissent un important recul. Au développement du tertiaire s’associe directement la féminisation du travail.

## La «crise contemporaine»
Si le mot « crise » semble évident à de nombreux contemporains pour qualifier la situation économique de la France depuis le choc pétrolier de 1973, il ne va en fait pas de soi au vu de l'histoire. Au vu de l'histoire, le revenu moyen d'un Français, après avoir longtemps stagné, a été multiplié par onze entre 1770 et 1975, chiffre impressionnant mais qui ne représente qu'un taux de croissance annuel moyen de 0,9 %, taux la plupart du temps largement dépassé de 1975 à nos jours.
Si la période qui va de 1973 à nos jours a effectivement été celle d'un ralentissement de l'essor économique, elle reste pour autant une des plus prospères de l'histoire de France. Jacques Marseille a à ce propos fait remarquer que l'accroissement du niveau de vie durant les trente années suivant 1973 avait été semblable, en terme absolu, à celui des Trente Glorieuses, bien que nettement inférieur en termes relatifs.
Souvent considéré comme une date décisive, le choc pétrolier de 1973 ne met pas fin brutalement à la croissance des Trente Glorieuses, déjà amoindrie à la fin des années 1960. L'effet sur le prix de l'énergie, et donc finalement les coûts de production aura cependant un effet aggravant.

### Mutations de l’économie française
À partir de 1984, à la suite de la crise de l'« économie d'endettement », le secteur financier est libéralisé.

#### Moyen Âge
- Philippe Contamine, Marc Bompaire, Stéphane Lebecq et Jean-Luc Sarrazin, L'économie médiévale, Paris, Armand Colin, coll. « Collection U. / Histoire médiévale », 1993, 447 p. (ISBN 2-200-21330-1, présentation en ligne).

#### Histoire moderne
- Jean-Charles Asselain, Histoire économique de la France du XVIIIe siècle à nos jours, t. 1 : De l'Ancien Régime à la Première Guerre mondiale, Paris, Éditions du Seuil, coll. « Points. Histoire » (no 71), 1984, 221 p. (ISBN 2-02-006731-5).
- Françoise Bayard et Philippe Guignet, L'économie française aux XVIe, XVIIe et XVIIIe siècles, Gap, Ophrys, coll. « Synthèse Σ Histoire »,‎ 1991, 264 p. (ISBN 2-7080-0645-2).
- Jean-Yves Grenier, Histoire de la pensée économique et politique de la France d'Ancien Régime, Paris, Hachette Supérieur, coll. « Carré Histoire » (no 66), 2007, 288 p. (ISBN 978-2-01-145675-5).

#### Histoire contemporaine
- Jean-Charles Asselain, Histoire économique de la France du XVIIIe siècle à nos jours, t. 1 : De l'Ancien Régime à la Première Guerre mondiale, Paris, Éditions du Seuil, coll. « Points. Histoire » (no 71), 1984, 221 p. (ISBN 2-02-006731-5).
- Jean-Charles Asselain, Histoire économique de la France du XVIIIe siècle à nos jours, t. 2 : De 1919 à la fin des années 1970, Paris, Éditions du Seuil, coll. « Points. Histoire » (no 72), 1984, 209 p. (ISBN 2-02-006732-3).
- Jean-Charles Asselain, Histoire économique : de la révolution industrielle à la Première Guerre mondiale, Paris, Presses de la Fondation nationale des sciences politiques / Dalloz, coll. « Amphithéâtre », 1985, 381 p. (ISBN 2-7246-0519-5 et 2-247-00631-0, présentation en ligne). Réédition : Jean-Charles Asselain, Histoire économique : de la révolution industrielle à la Première Guerre mondiale, Paris, Presses de la Fondation nationale des sciences politiques / Dalloz, coll. « Amphithéâtre », 1991, 2e éd. (1re éd. 1985), 385 p. (ISBN 2-7246-0600-0 et 2-247-01287-6).
- Jean-Charles Asselain, Histoire économique du XXe siècle, t. 1 : La montée de l'État, 1914-1939, Paris, Presses de la Fondation nationale des sciences politiques / Dalloz, coll. « Amphithéâtre », 1995, 389 p. (ISBN 2-7246-0663-9).
- Jean-Charles Asselain, Histoire économique du XXe siècle, t. 2 : La réouverture des économies nationales, 1939 aux années 1980, Paris, Presses de la Fondation nationale des sciences politiques / Dalloz, coll. « Amphithéâtre », 1995, 481 p. (ISBN 2-7246-0664-7).
- Jean-Charles Asselain, « Histoire économique de la France : regards nouveaux sur le long terme », Revue économique, Paris, Presses de la Fondation nationale des sciences politiques, vol. 39, no 6,‎ novembre 1988, p. 1223-1248 (ISSN 0035-2764, e-ISSN 1950-6694, lire en ligne).
- François Bourguignon et Maurice Lévy-Leboyer, L'Économie française au XIXe siècle : analyse macro-économique, Paris, Economica, coll. « Économie », 1985, III-362 p. (ISBN 2-7178-1024-2, présentation en ligne), [présentation en ligne].
- François Caron, Histoire économique de la France XIXe – XXe siècle, Paris, Armand Colin, 1995.
- Daniel Cohen, Les infortunes de la prospérité, Paris, Julliard, 1994, 230 p. (ISBN 2-260-01104-7, présentation en ligne). Réédition : Daniel Cohen, Les infortunes de la prospérité, Paris, Julliard, coll. « Agora » (no 177), 1996, 230 p. (ISBN 2-266-07237-4).
- Jean Fourastié, Les Trente Glorieuses ou la Révolution invisible de 1946 à 1975, Paris, Fayard, 1979, 299 p. (ISBN 2-213-00683-0). Réédition : Jean Fourastié (préf. Daniel Cohen), Les Trente Glorieuses ou La révolution invisible de 1946 à 1975, Paris, Pluriel, 2011 (1re éd. 1979), X-288 p. (ISBN 978-2-8185-0199-3).
- Michel Margairaz (préf. François Bloch-Lainé), L'État, les finances et l’économie : histoire d’une conversion, 1932-1952, vol. 1 et 2, Paris, Comité pour l'histoire économique et financière de la France, coll. « Histoire économique et financière de la France / Études générales », 1991, XVI-1456 p. (ISBN 2-11-081121-8, présentation en ligne, lire en ligne), [lire en ligne].
- Pierre Rosanvallon, La Crise de l’État-providence, 1981.
- Alfred Sauvy, Histoire économique de la France entre les deux guerres, vol. 1 : De l'armistice à la dévaluation de la livre, 1918-1931, Paris, Fayard, 1965, 566 p. (présentation en ligne), [présentation en ligne].
- Alfred Sauvy, Histoire économique de la France entre les deux guerres, vol. 2 : De Pierre Laval à Paul Reynaud, 1931-1939, Paris, Fayard, 1967, 627 p.
- Alfred Sauvy (avec la collaboration de Anita Hirsch et d'autres auteurs), Histoire économique de la France entre les deux guerres, vol. 3, Paris, Fayard, 1972, 467 p. (présentation en ligne).